# Claude Monet
Claude Oscar Monet (Párizs, 1840. november 14. – Giverny, 1926. december 5.) francia impresszionista festő.

## Élete
Párizsban született, 1841. május 20-án keresztelték meg egy helyi párizsi templomban. Édesanyja énekesnő volt.
1845-ben a család a normandiai Le Havre-ba költözött. Bár édesapja azt akarta, hogy a családi élelmiszerboltban dolgozzon, Claude Monet festő akart lenni. 1851. április 1-jén Monet elkezdte a művészeti középiskolát Le Havre-ban. Először szénrajzaival lett ismert, amiket tíz vagy húsz frankért adott el. Jacques-Francois Ochard-tól, aki maga Jacques-Louis David tanítványa volt, vette első leckéit. Normandia partjain 1856–1857-ben találkozott Eugéne Boudinnel, aki mentora lett, tanítva őt az olajfesték használatára és a plein air technikára.
1857-ben, 16 éves korában, anyja halála után, Párizsba költözött gyermektelen nagynénjéhez, Marie-Jeanne Lecadre-hoz.
A Louvre-ban látva, hogy egyes festők régi nagy mesterektől másolnak, maga is bevitte eszközeit és másolni kezdett. Párizsi évei alatt több festővel megismerkedett, köztük Édouard Manet-val és Pissarróval.
1861-ben Algériában sorkatonai szolgálatot kezdett, de hamarosan hastífuszt kapott, és ezután nagynénje kifizette a katonai szolgálat alóli mentesítés magas összegét. 1862-től Charles Gleyre tanítványa lett Párizsban, ahol találkozott Pierre-Auguste Renoirral, Frédéric Bazille-jal és Alfred Sisley-vel. Közösen kerestek új megoldásokat a festészetben, szabadtéren rögzítve a fényhatásokat, tört színekkel, gyors ecsetvonásokkal – kialakítva azt a stílust, amely később impresszionizmus néven vált ismertté.
Monet számára az ismertséget és elismertséget a Camille vagy A zöldruhás nő (La femme a la robe verte) címeken ismert festménye hozta meg 1866-ban. Ezt a képet a „hagyományos” festészetet támogató párizsi Salon is elfogadta kiállításra. Modellje Camille Doncieux, későbbi felesége volt. 1868-ban megszületett fiuk, Jean.
Monet 1868-ban anyagi nehézségei miatt öngyilkosságot kísérelt meg: a Szajnába vetette magát, de kimentették.
A porosz–francia háború kitörése után, 1870 szeptemberében Angliába menekült. Barátai, Manet és Bazille bevonultak, s Bazille hamarosan el is esett a fronton.
Monet londoni tartózkodása során főleg John Constable és William Turner műveit tanulmányozta, akiknek tájképei nagy hatással voltak saját újításaira a színek alkalmazásában. 1871 tavaszán megpróbálta bemutatni néhány festményét a Királyi Akadémia kiállításán, de képeit nem fogadták el. Májusban elhagyta Londont, és a hollandiai Zaandamban (Amszterdam mellett) telepedett meg. Itt 25 képet festett, közben a holland rendőrség forradalmi tevékenységgel gyanúsította.
1871 őszén visszatért Franciaországba, és 1878-ig Argenteuil-ben, egy Szajna melletti faluban élt, közel Párizshoz. Itt festette néhány legismertebb művét. 1873–74-ben rövid időre visszatért Hollandiába.

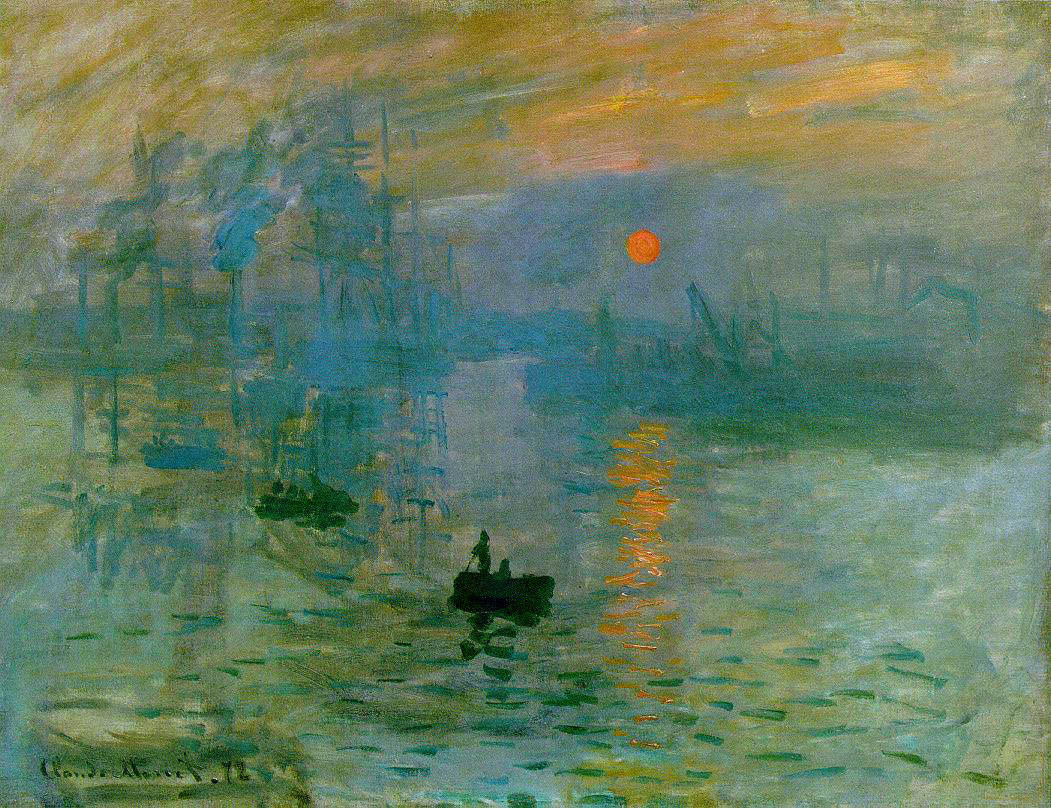
Impresszió, a felkelő nap (1872). A festmény később az impresszionizmus névadója lett

1872-ben festette a Impresszió, a felkelő nap című képet, egy Le Havre-i tájat ábrázolva. Az első impresszionista kiállításon 1874-ben helyet kapott a kép, amely ma a Marmottan-Monet Múzeumban látható, Párizsban. A címről Louis Leroy kritikus új szakszót alkotott: „impresszionizmus”, amellyel lekicsinylő szándékozott lenni, ám az elnevezést az impresszionisták elfogadták a maguk számára.
Monet még 1870-ben feleségül vette Camille Doncieux-t, aki 1876-tól tüdőbajban szenvedett. 1878-ban második gyermekük, Michel születése után Vétheuilbe, támogatójuk, Ernest Hoschede gazdag áruháztulajdonos és művészetpártoló házába költöztek.
Hoschede 1878-ban csődbe ment és Belgiumba távozott. Monet felesége 1879-ben meghalt. Alice - Hoschede felesége - Monet-val maradt, és segített felnevelni két gyerekét a saját hat gyereke mellett. 1883 áprilisában Vernonba, majd Givernybe költöztek, ahol Monet egy nagy kertet épített, és azután ott festette képei nagy részét. Alice, miután férje meghalt, 1892-ben férjhez ment Monet-hez.
1880-as–90-es években Monet elkezdte a „sorozatképeit”, amelyben a fényhatásokat és az időjárási viszonyokat ábrázolta. Az első ilyen a Kazlak-sorozat, amelynek darabjait több szemszögből, más napszakokban készítette. 1891-ben e sorozat 15 képét állította ki Paul Durand-Ruel galériájában, nagy sikert aratva. Később a Nyárfák, a Roueni katedrális, a Parlament, a Szajna reggel és a Tavirózsák sorozatát festette meg.
1883 és 1908 között több hosszabb utat tett mediterrán tájakon, ahol sok tájképet festett. Velencében és Angliában fontos sorozatokat készített. Felesége 1911-ben meghalt, majd idősebb fia, Jean is, akinek felesége Blanche, Alice egyik lánya volt. Ezután Blanche gondoskodott róla és a gyerekekről.
1926-ban befejezte a Tavirózsák 12 pannójának megfestését. A képeket a francia államnak ajándékozta; azok az erre a célra átalakított Orangerie-ben kaptak állandó helyet. Szembetegség kínozta, általános egészségi állapota egyre romlott, 1926. december 5-én halt meg Givernyben.

## Művészete
Halála után 1928-ban rendeztek munkásságából nagy retrospektív bemutatót. Tájképein a végsőkig kiérlelte az impresszionizmus elveit. Képei nem a tárgyak térbeli viszonyát, hanem színeik világításbeli értékeit jelenítik meg. A puszta optikai kép kifejezésére való törekvés, a szerkezet, a kép előformázásának feladása, művészetének tárgy nélkülivé váló tendenciája számos vonatkozásban az absztrakt művészet felé mutat. Számos modern absztrakt festő Monet művészetét előfutárának vallja.

## Nevezetesebb képei
- 1861 : Un coin du studio
- 1865 : La Charrette

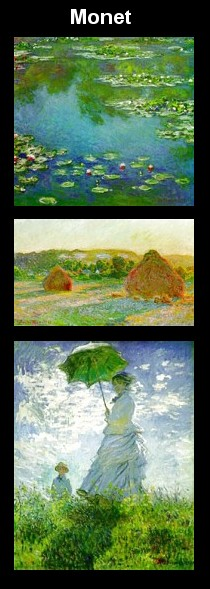
Monet

- 1865 : Le Chêne, forêt de Fontainebleau
- 1865 : Le Déjeuner sur l'herbe
- 1865 : Plage a Honfleur
- 1867 : Femmes au jardin
- 1867 : La Plage de Sainte-Adresse
- 1867 : Vitorlásverseny Sainte-Adresse-ben
- 1867 : Le Jardin des princesses
- 1867 : L’Église Saint-Germain L'auxerrois
- 1868 : La Pie, Musée d’Orsay, Párizs
- 1868 : Le Déjeuner
- 1868 : Au bord de l'eau
- 1869 : La Grenouillère
- 1869 : La Seine a Bougival le soir
- 1870 : Plage a Trouville
- 1870 : Hôtel des Roches Noires, Trouville
- 1871 : La Liseuse
- 1871 : La Tamise a Westminster
- 1872 : Impresszió, a felkelő nap, Musée Marmottan Monet, Párizs
- 1873 : Le Déjeuner
- 1873 : Les Coquelicots
- 1873 : Boulevard des Capucines
- 1874 : Bateaux quittant le port, Le Havre
- 1874 : Le Pont à Argenteuil
- 1875 : Régates à Argenteuil
- 1875 : Femme à l’ombrelle
- 1875 : La Promenade
- 1875 : Train dans la neige
- 1875 : Femme au métier
- 1876 : Le Bateau atelier
- 1876 : La Japonaise
- 1877 : La Gare Saint-Lazare
- 1877 : Cœur au soleil
- 1878 : La Seine a Vétheuil, Musée Malraux, Le Havre
- 1878 : La Rue Montorgueil
- 1880 : Les Falaises des Petites Dalles, Museum of Fine Arts, Boston
- 1881 : Jardin de l'artiste a Vétheuil
- 1883 : L’Arche d'Etretat
- 1884 : Les Falaises des Petites Dalles, Kreeger Museum, Washington, D.C.
- 1884 : La Corniche de Monaco
- 1884 : La Route rouge près de Menton
- 1884 : Les Villas à Bordighera
- 1885 : Étretat sziklái
- 1886 : Autoportrait
- 1886 : Belle-Île
- 1886 : Les Pyramides de Port Coton, Belle-Île-en-Mer
- 1886 : Les Rochers de Belle-Île
- 1886 : Rochers a Port-Goulphar, Belle-Île-en-Mer
- 1886 : Tempête, côte de Belle-Île
- 1886 : Essai de figure en plein-air : Femme a l'ombrelle tournée vers la droite
- 1886 : Essai de figure en plein-air : Femme a l'ombrelle tournée vers la gauche
- 1887 : La Barque, Musée Marmottan Monet, Paris
- 1890–1891 : Kazlak (sorozat)
- 1891 : Nyárfák (sorozat)
- 1892–1894 : Roueni katedrális (sorozat)
- 1897 : Les Falaises à Varengeville, Musée Malraux, Le Havre
- 1897 : Bras de Seine près de Giverny
- 1898-tól haláláig : Tavirózsák (sorozat)
- 1899–1905 : A londoni parlament (sorozat)
- 1903 : Waterloo Bridge, le soleil dans le brouillard
- 1905 : Les Nénuphars
- 1907 : Csendélet tojásokkal
- 1908 : Palace de Mula à Venise
- 1910 : Palais des Doges
- 1917 : Autoportrait
- 1918 : Le Pont japonais
- 1920 : Les Agapanthes

## Korai festményeiből

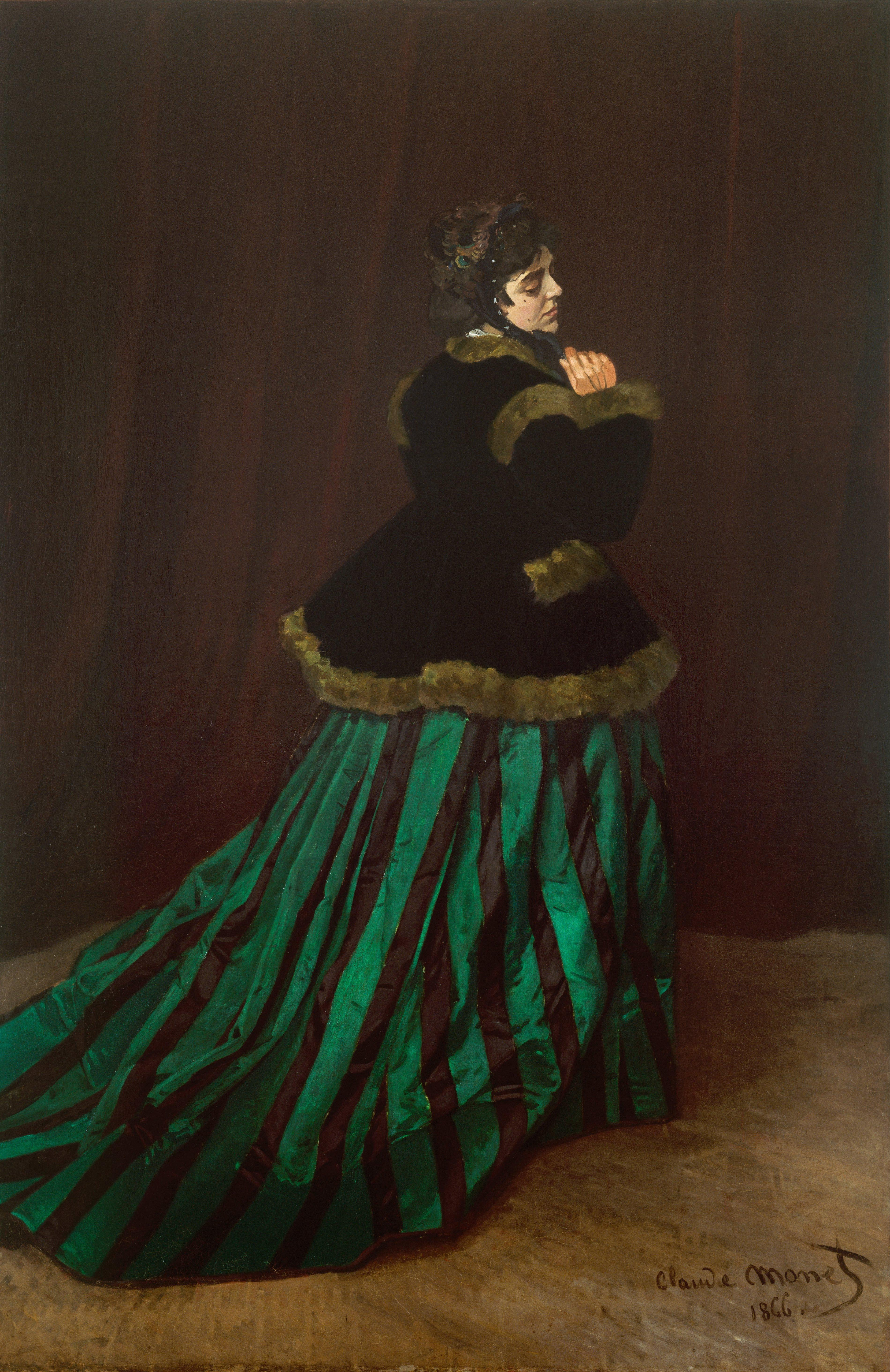
Nő zöld ruhában (Camille Doncieux), 1866, Kunsthalle Bremen, Bremen
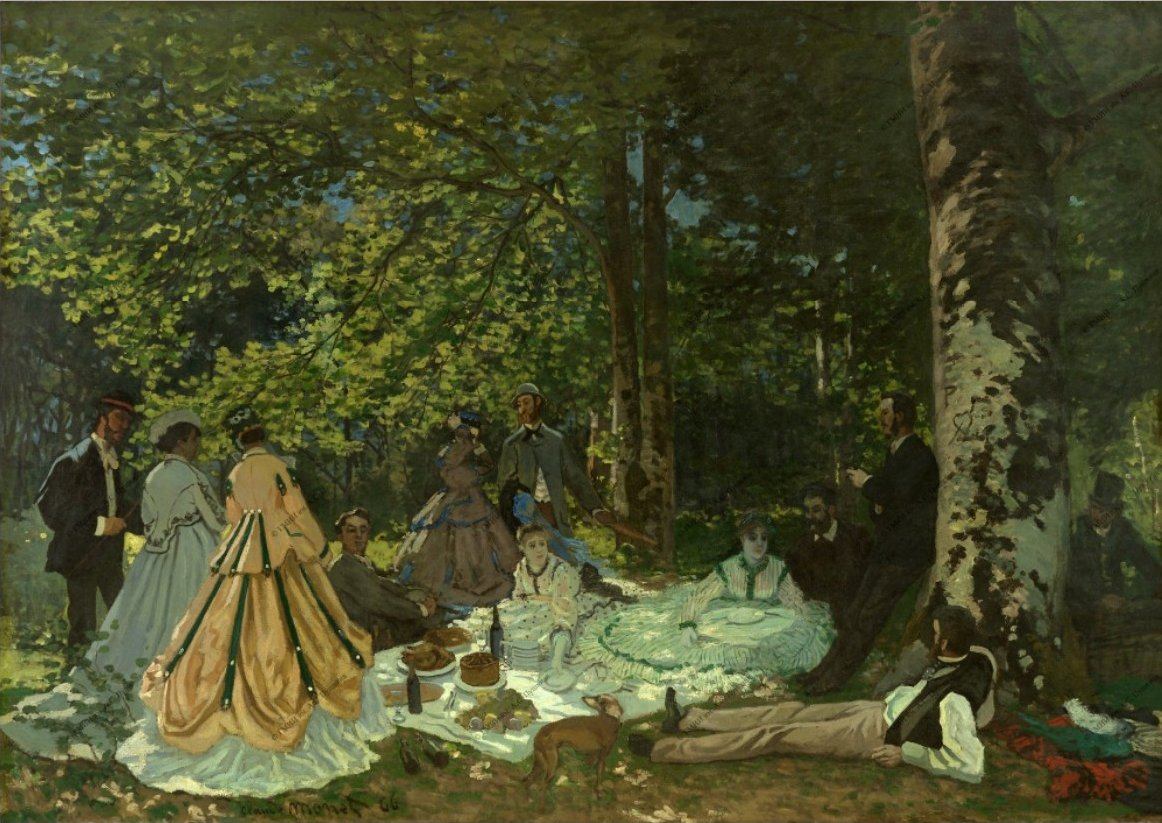
Le déjeuner sur l’herbe, 1865–1866, Puskin Képzőművészeti Múzeum, Moszkva
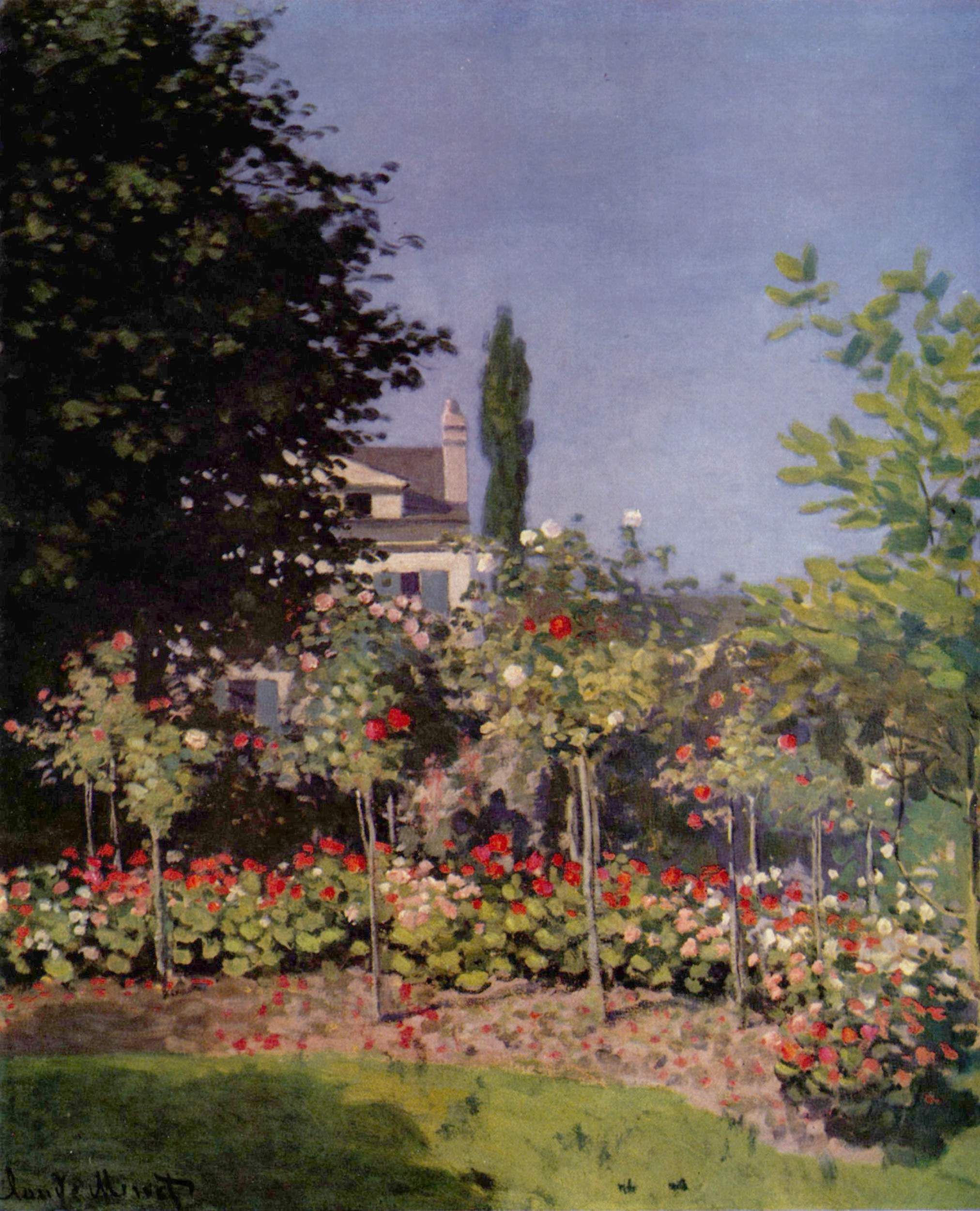
Virágoskert Sainte-Adresse-ben, 1866, Musée d’Orsay, Párizs
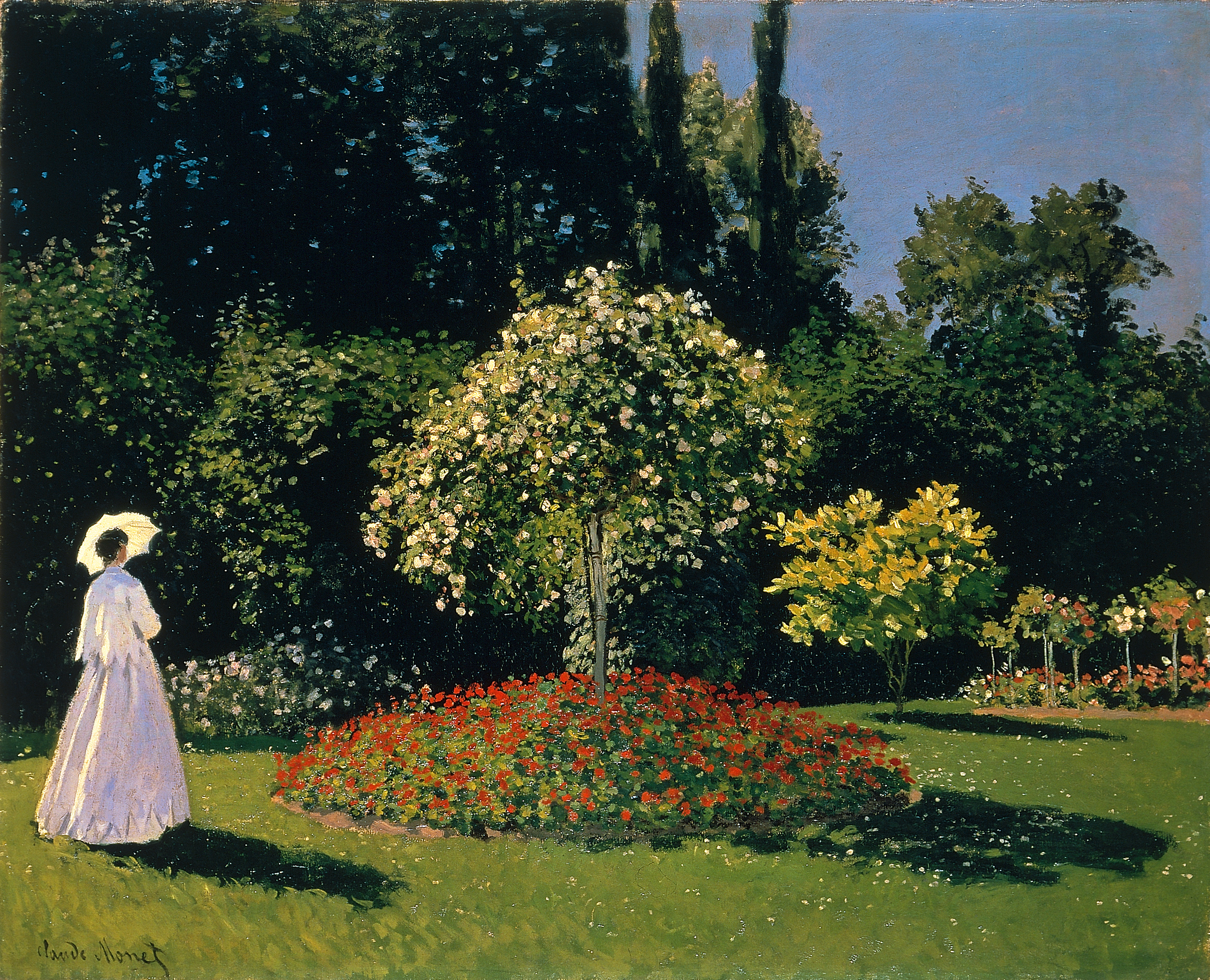
Nő a kertben, 1867, Ermitázs, Szentpétervár
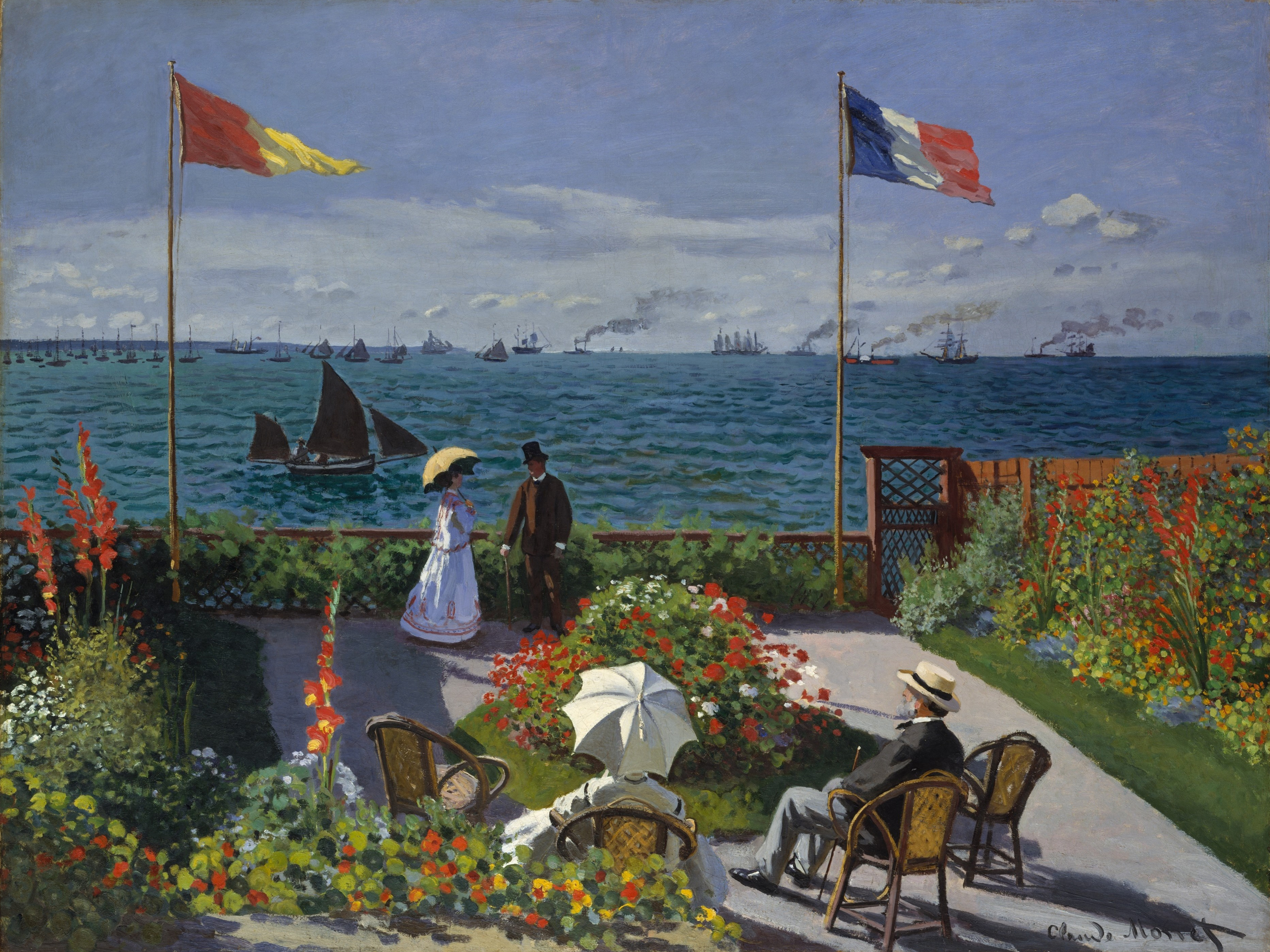
Kert Sainte-Adresse-ben, 1867, Metropolitan Művészeti Múzeum, New York
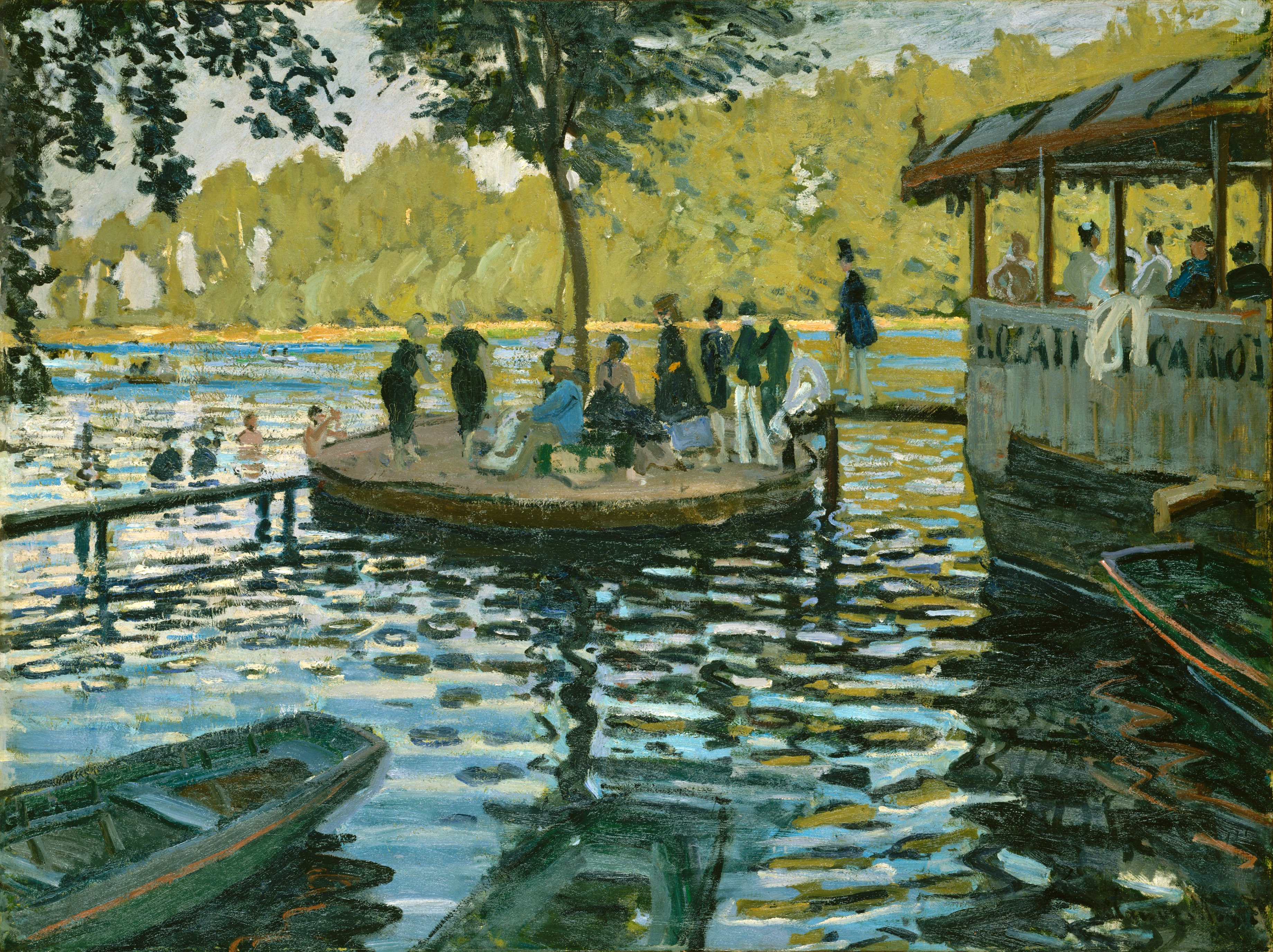
La Grenouillére, 1869, Metropolitan Művészeti Múzeum, New York
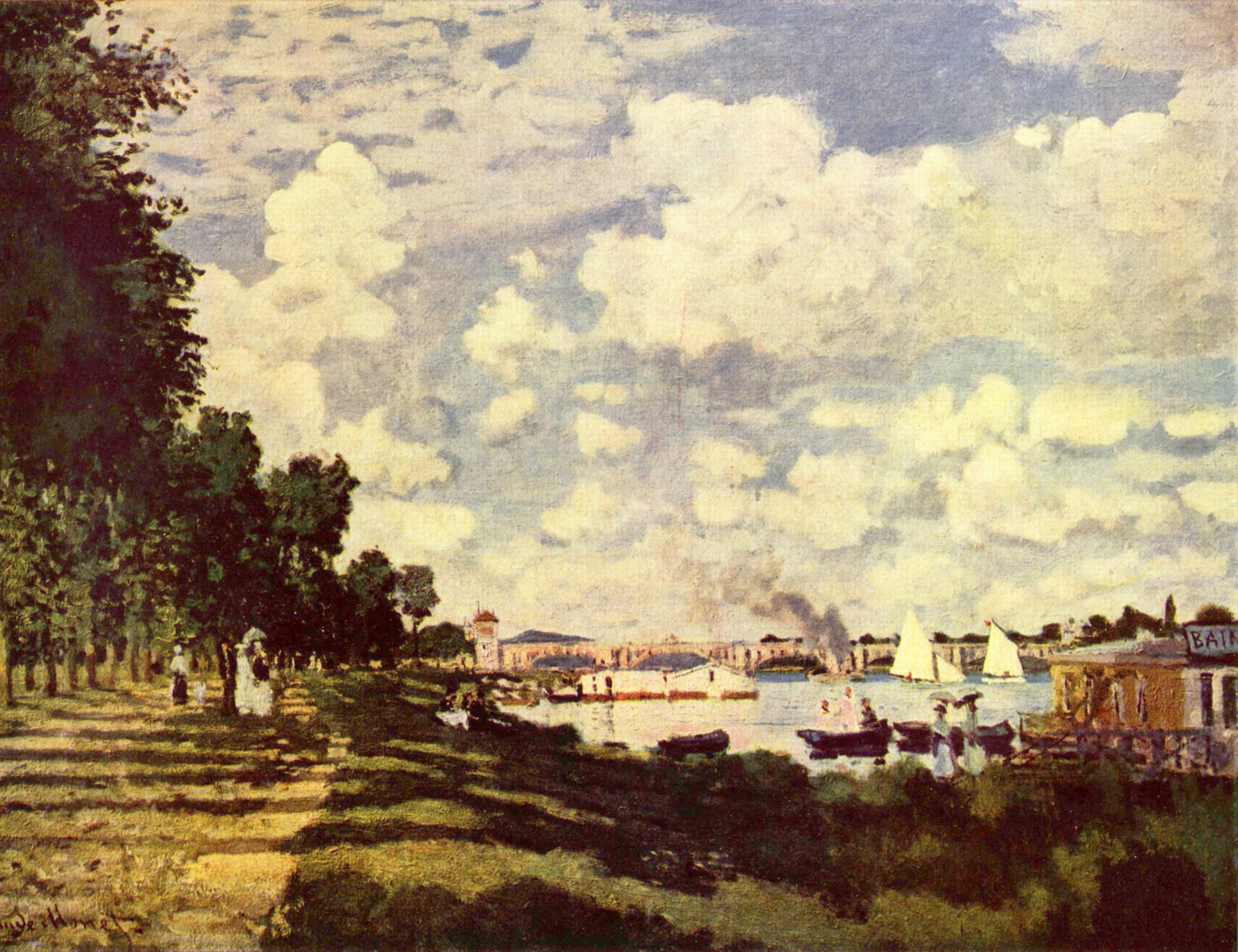
A Szajna Argenteuil-nél, 1872, Musée d’Orsay, Párizs
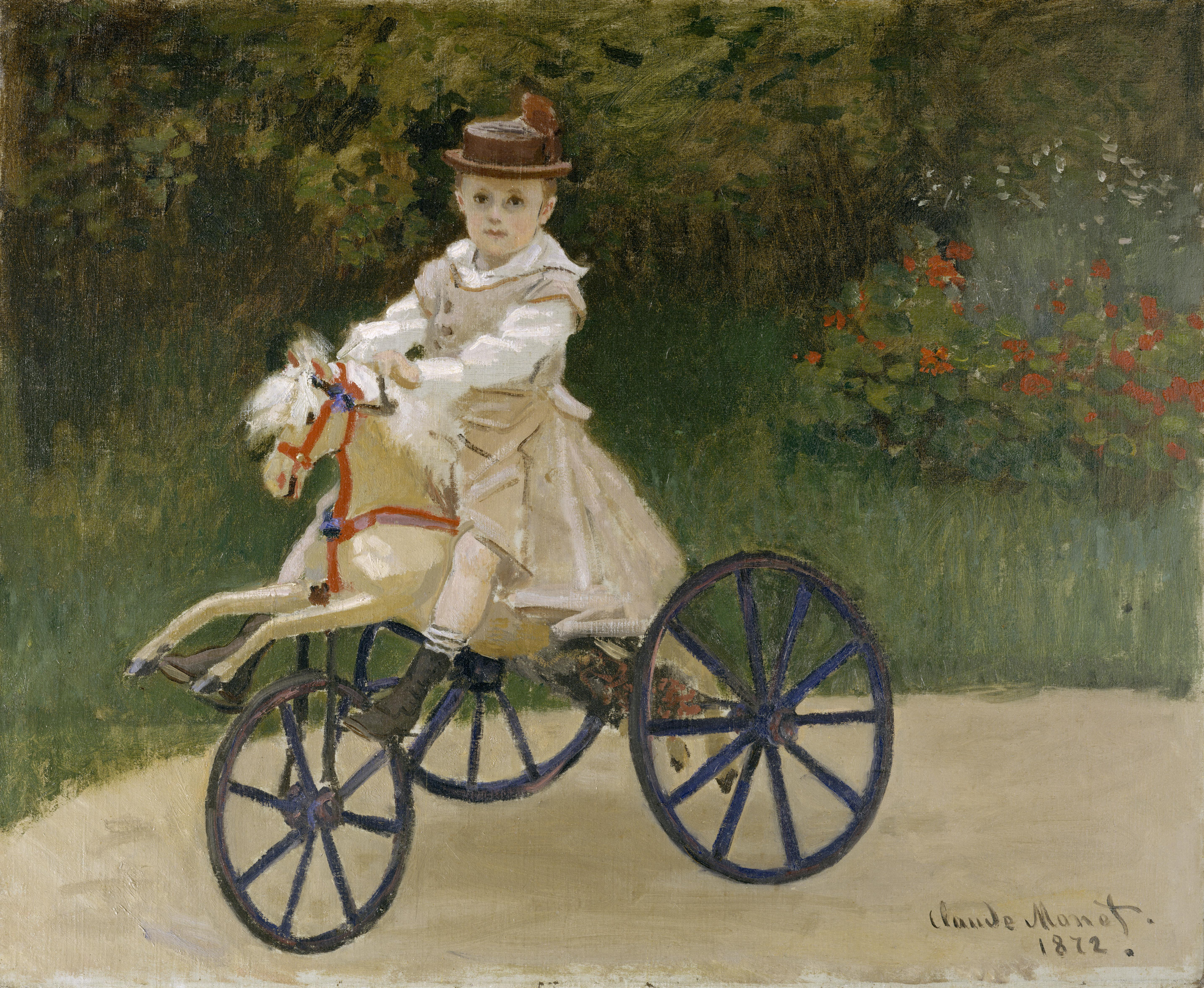
Jean Monet a játéklován, 1872, Metropolitan Művészeti Múzeum, New York
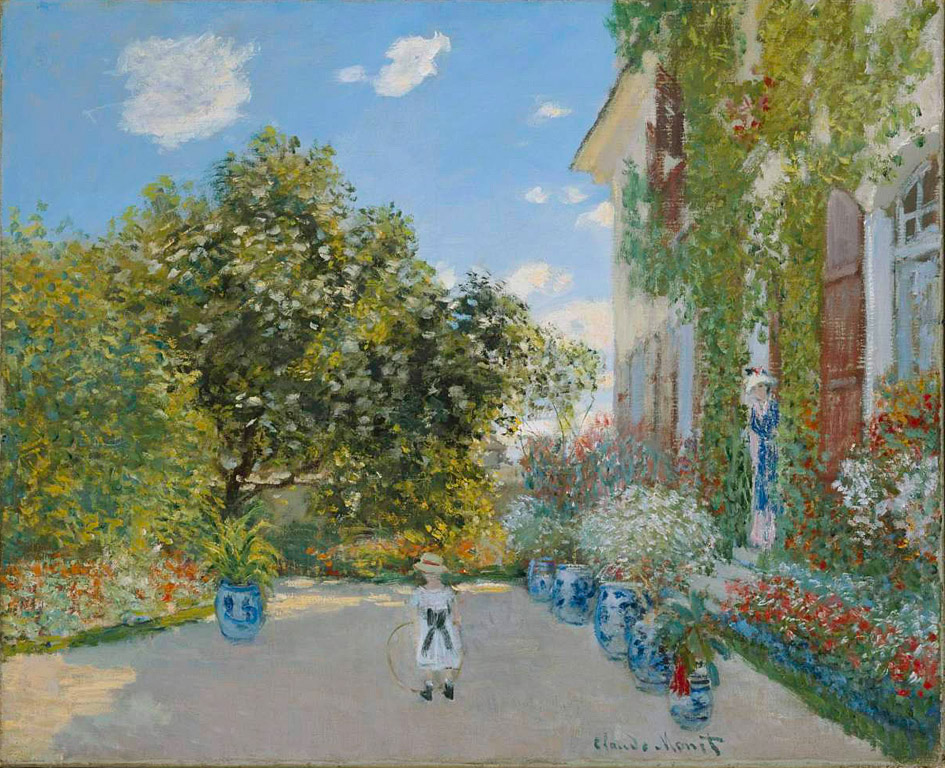
A művész háza Argenteuil-ben, 1873, The Art Institute of Chicago
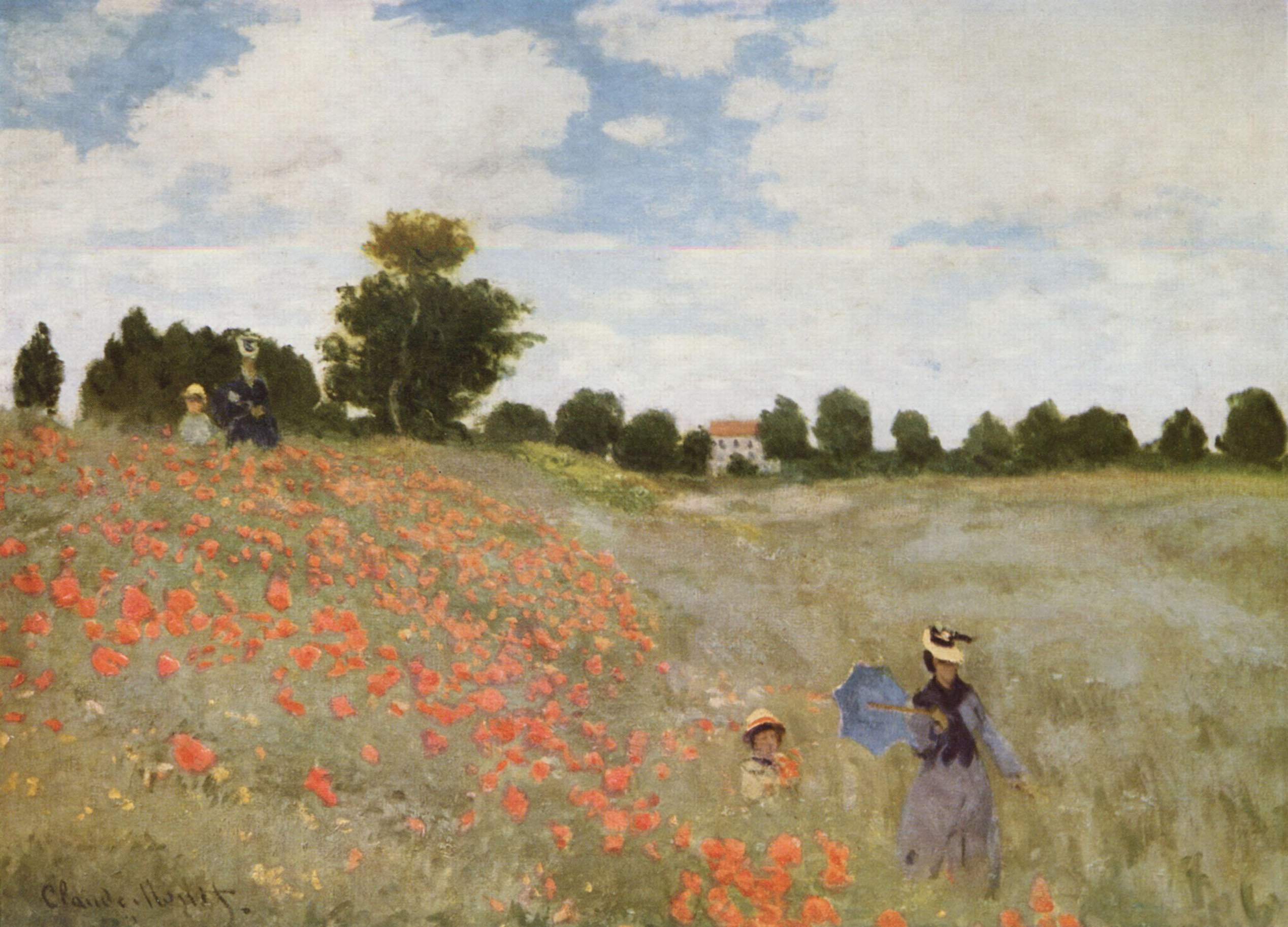
Pipacsvirágzás, 1873, Musée d’Orsay, Párizs
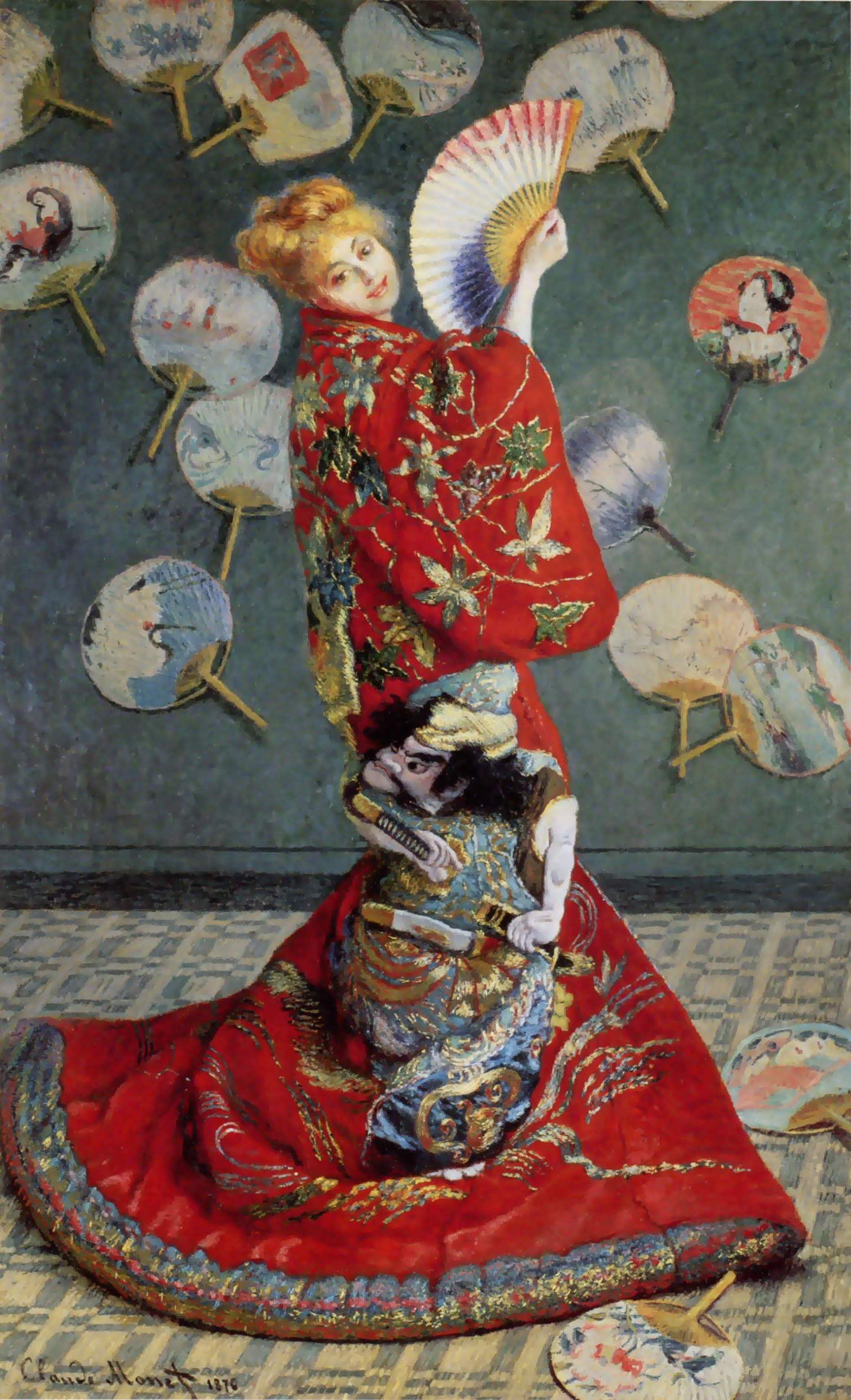
Madame Monet japán ruhában, 1875, Museum of Fine Arts, Boston
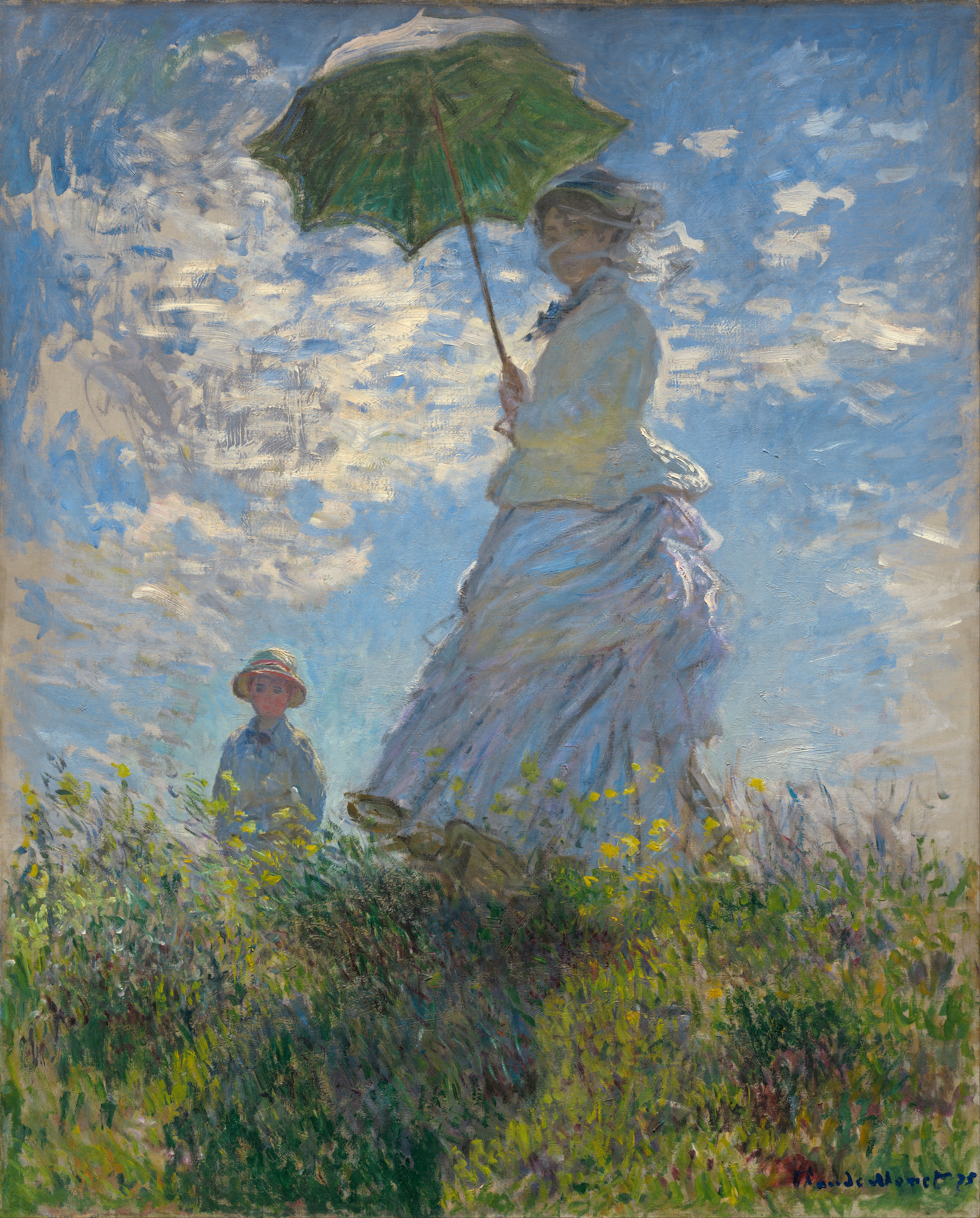
Nő napernyővel (Camille és Jean Monet), 1875, National Gallery of Art, Washington
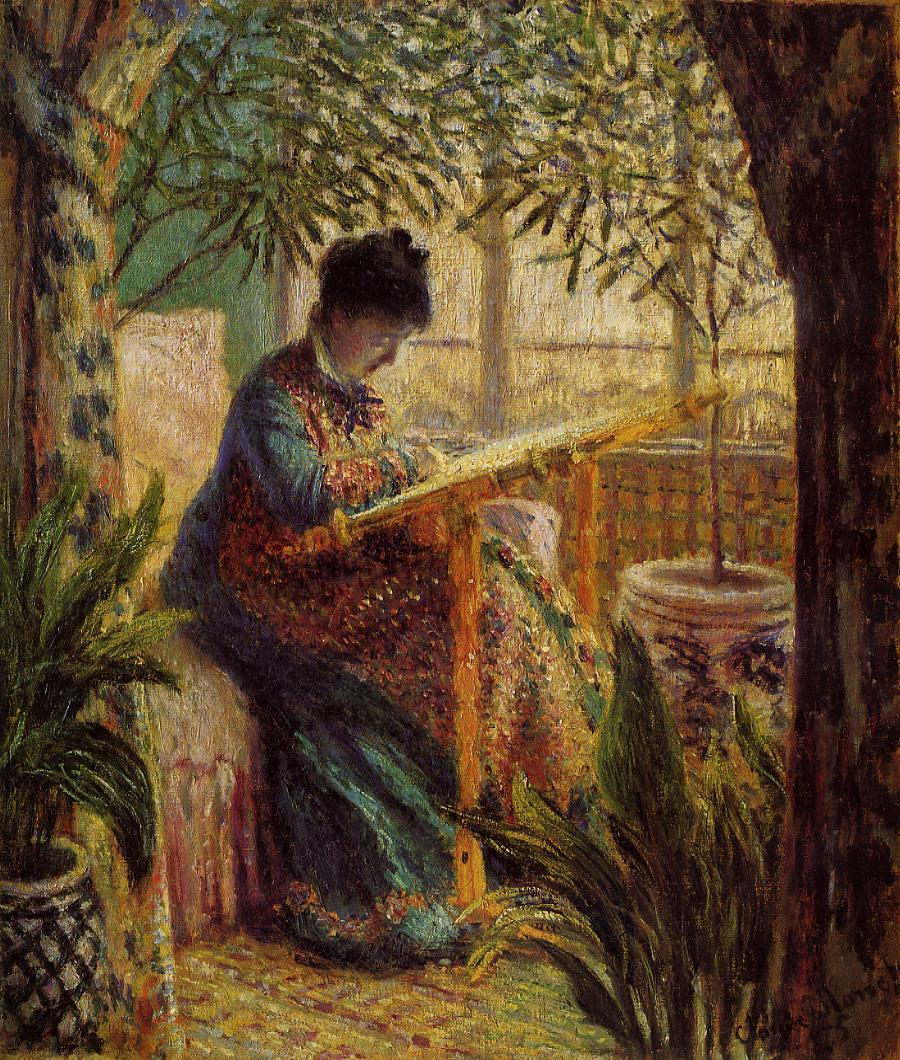
Camille Monet munkában, 1875, Barnes Foundation, Merion, PA
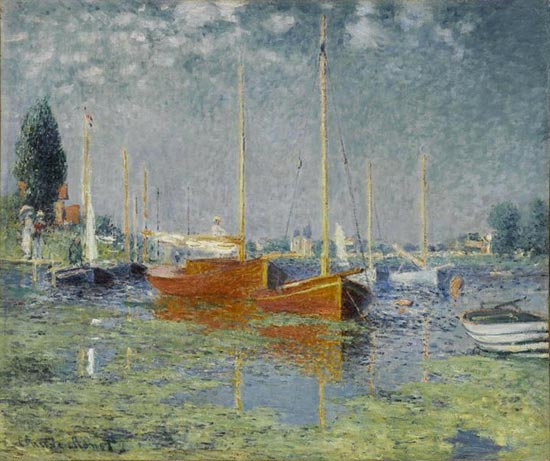
Argenteuil, 1875, Musée de l’Orangerie, Párizs
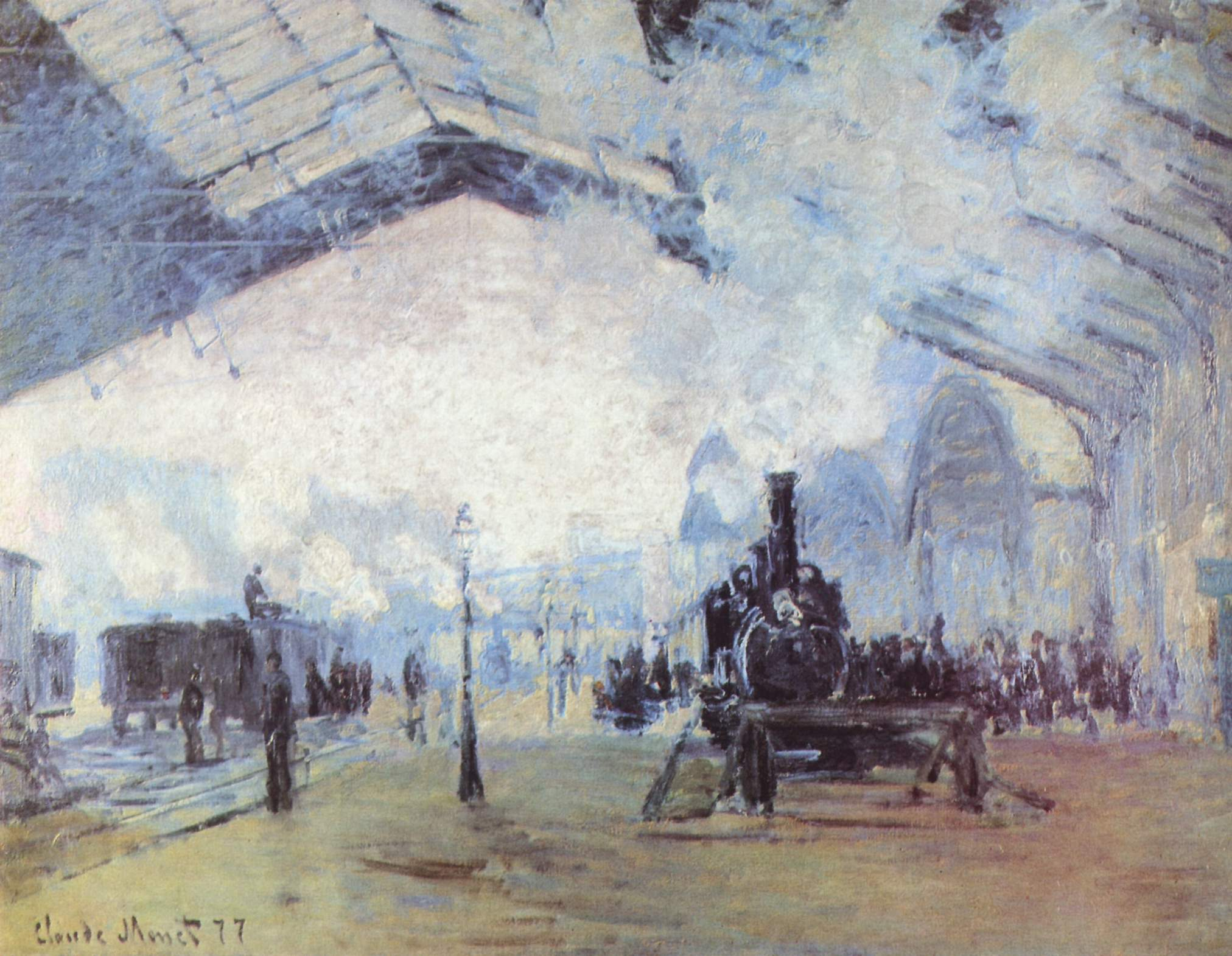
A párizsi Saint Lazare pályaudvar, 1877, The Art Institute of Chicago
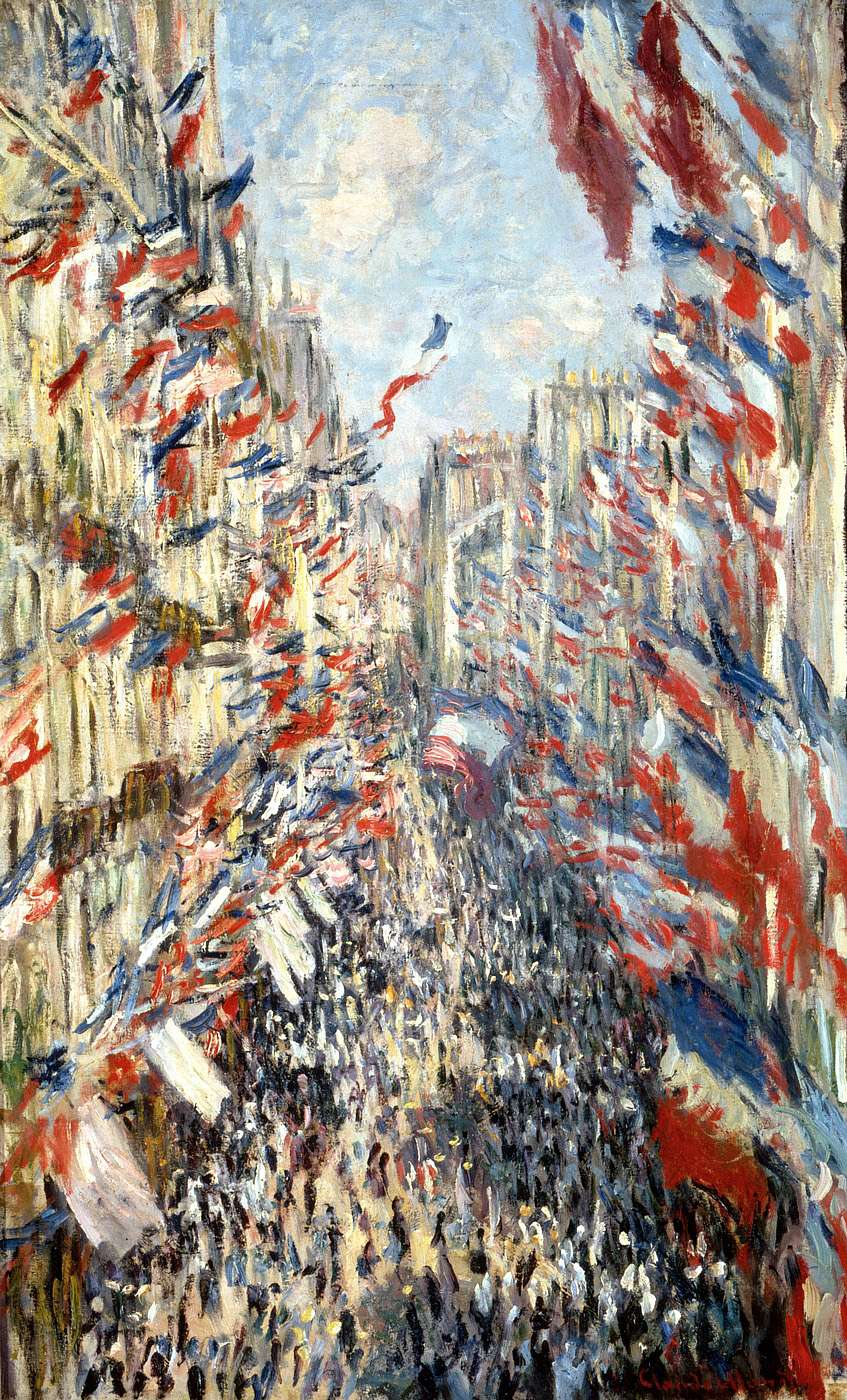
Rue Montorgueil, 1878, Musée d’Orsay, Párizs
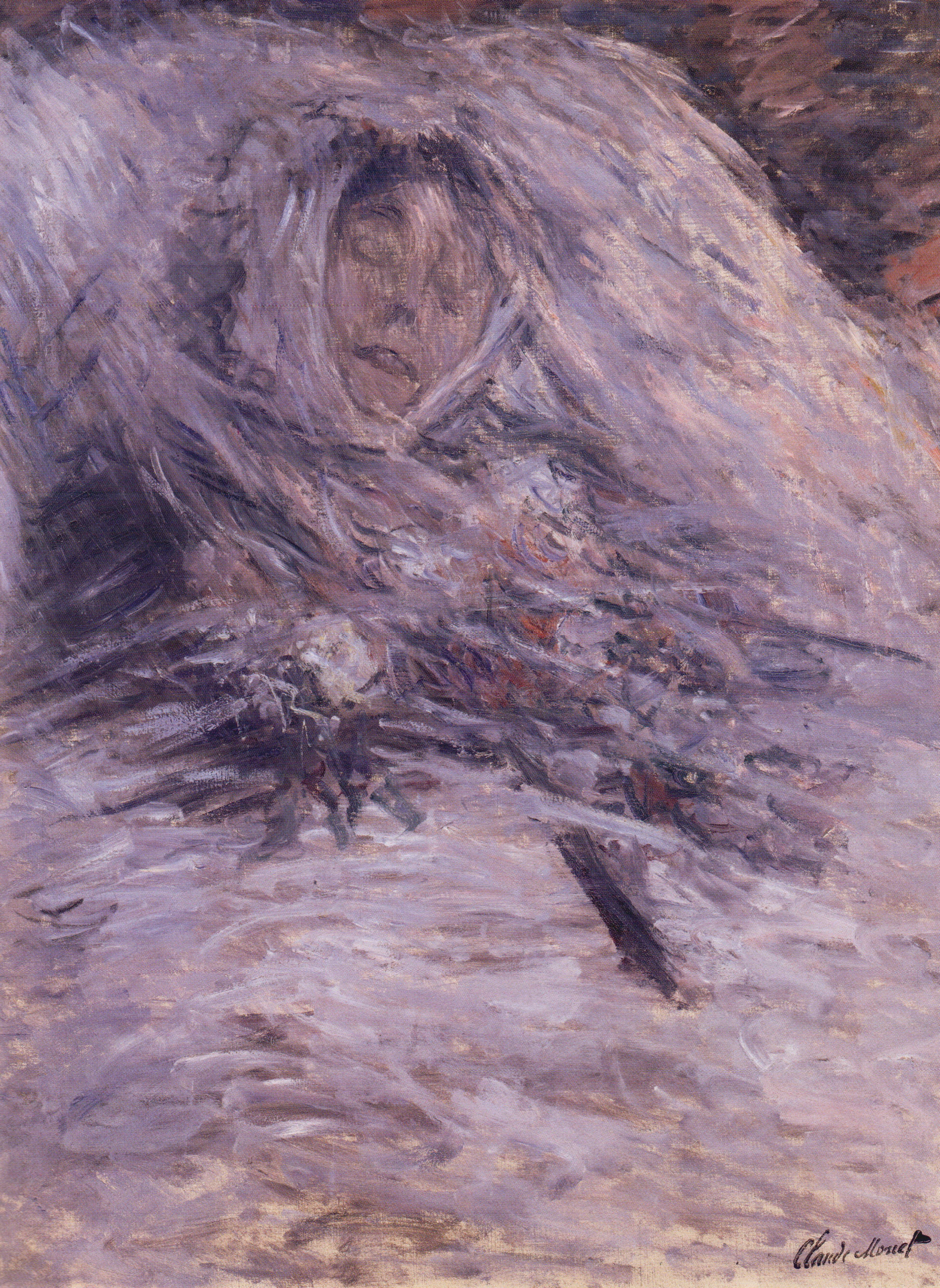
Camille Monet a halálos ágyán, 1879, Musée d’Orsay, Párizs
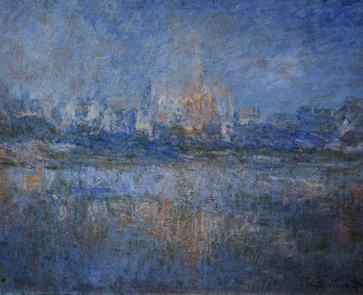
Vétheuil ködben, 1879, Musée Marmottan-Monet, Párizs
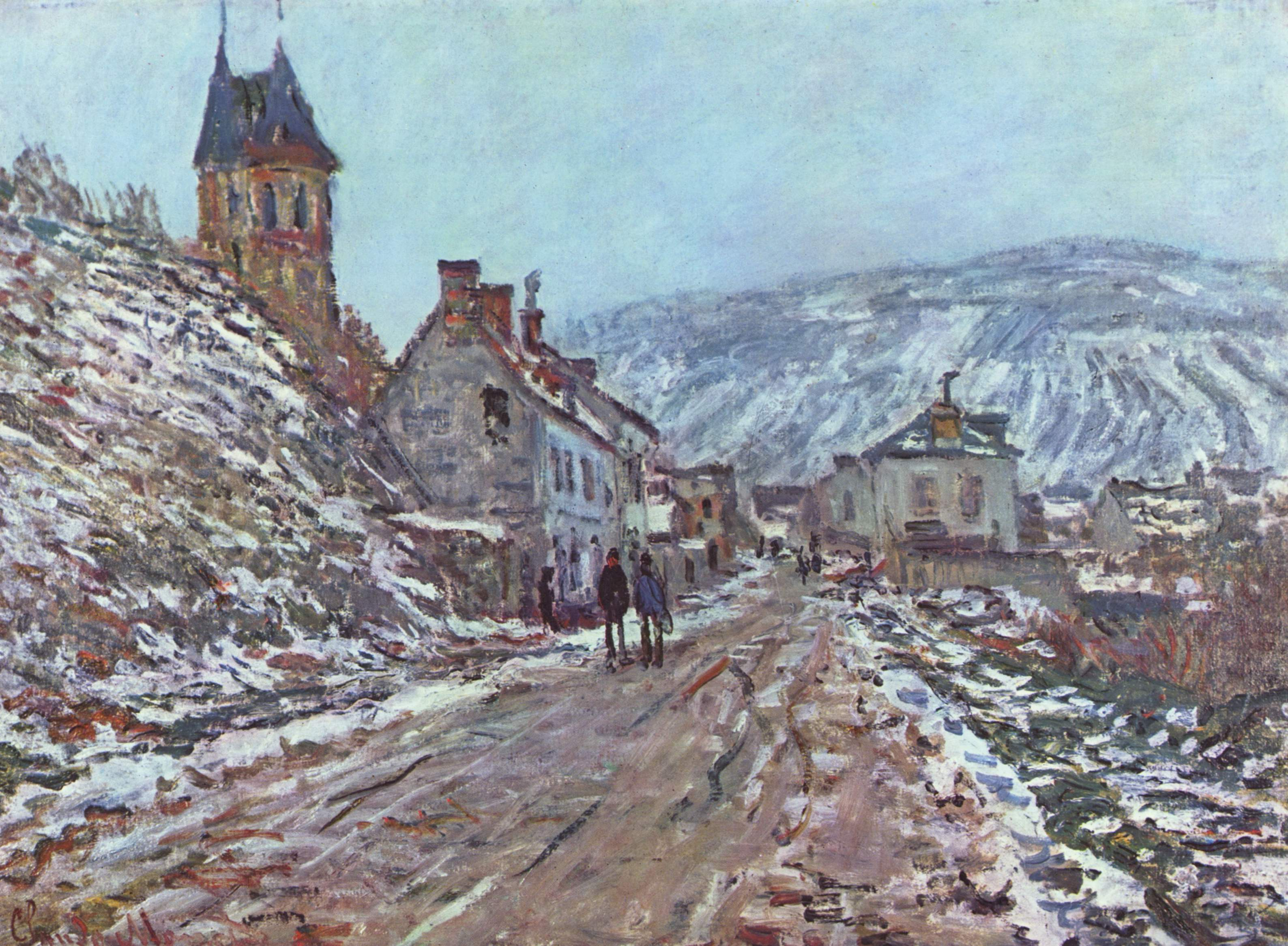
Téli utca Vétheuil közelében, 1879
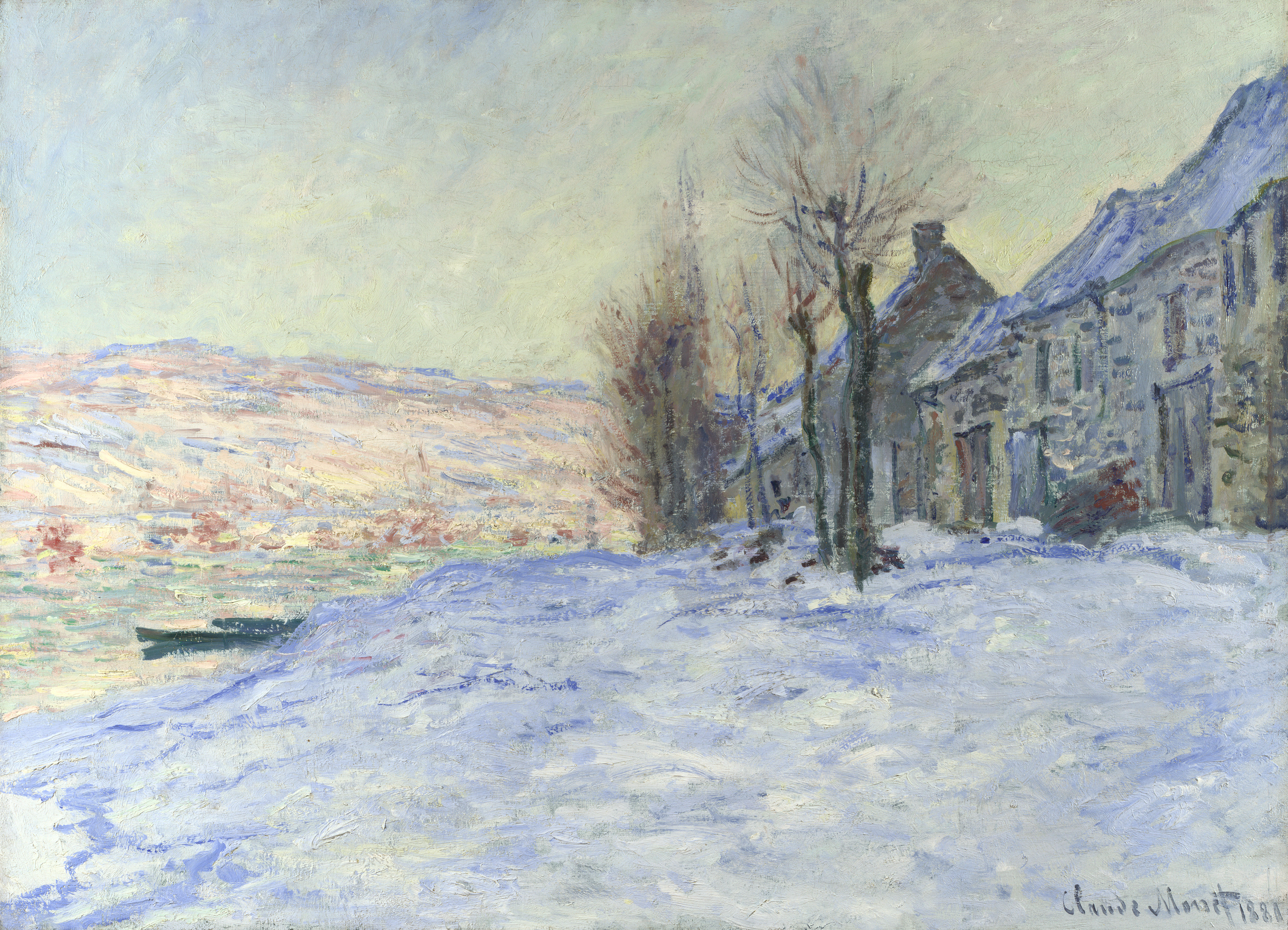
Lavacourt: Napsütés és hó, 1879–1880 National Gallery, London

## Késői festményeiből

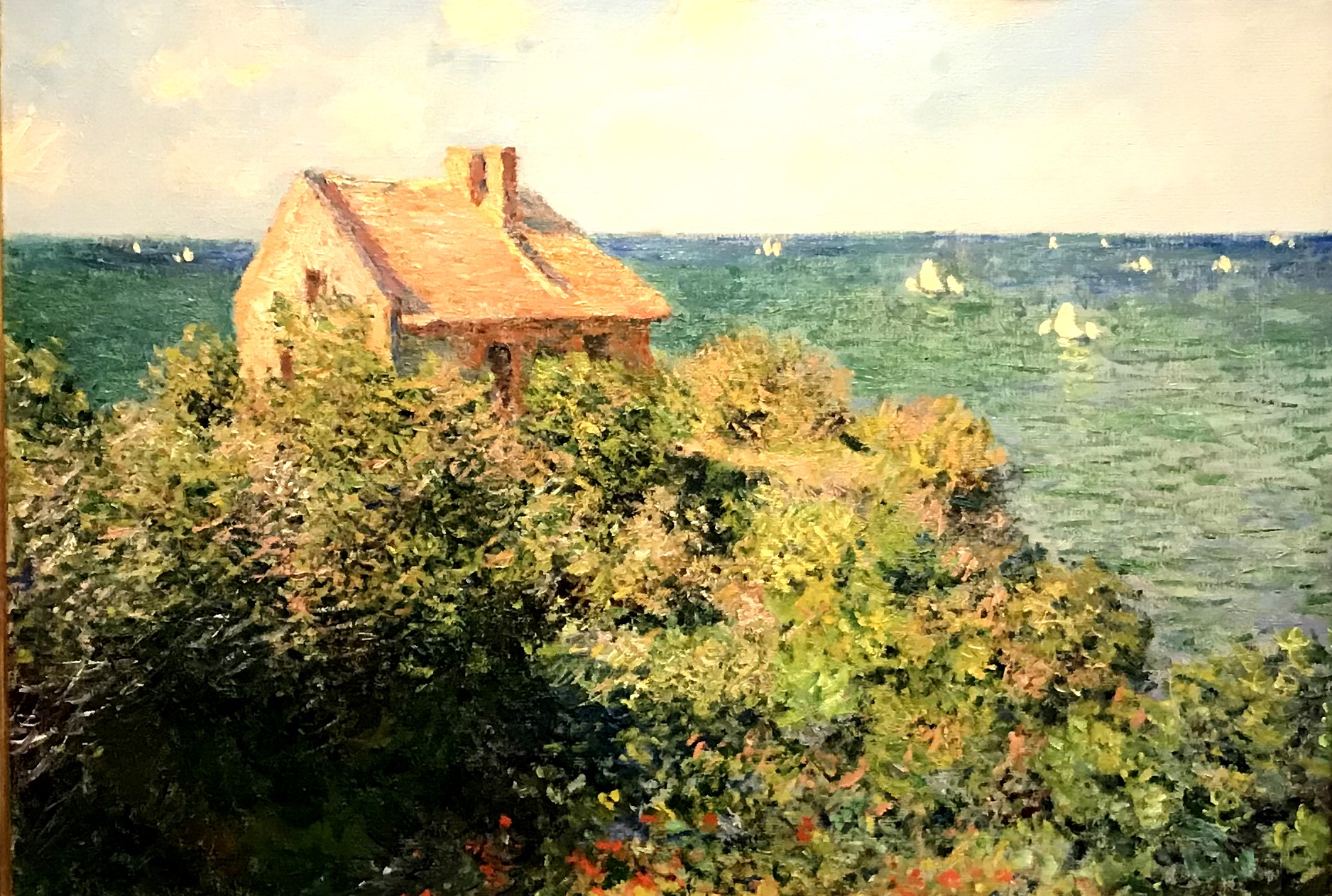
Halászkunyhó Varengeville szikláin, 1882, Museum of Fine Arts of Boston
Douaniers háza Varengeville-nél, 1882, Museum Boymans-van Beuningen, Rotterdam
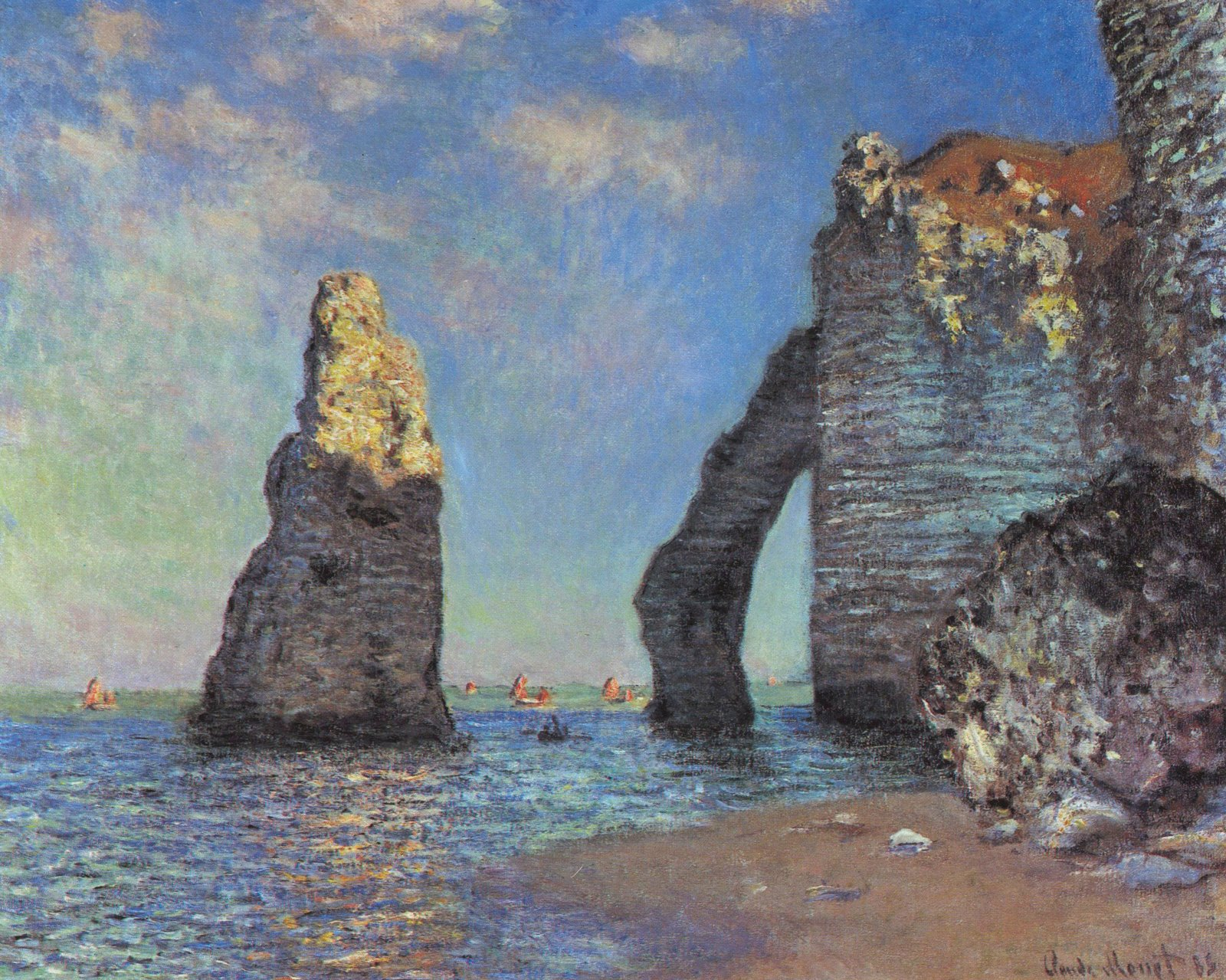
Étretat sziklái, 1885, Clark Art Institute, Williamstown, Massachusetts
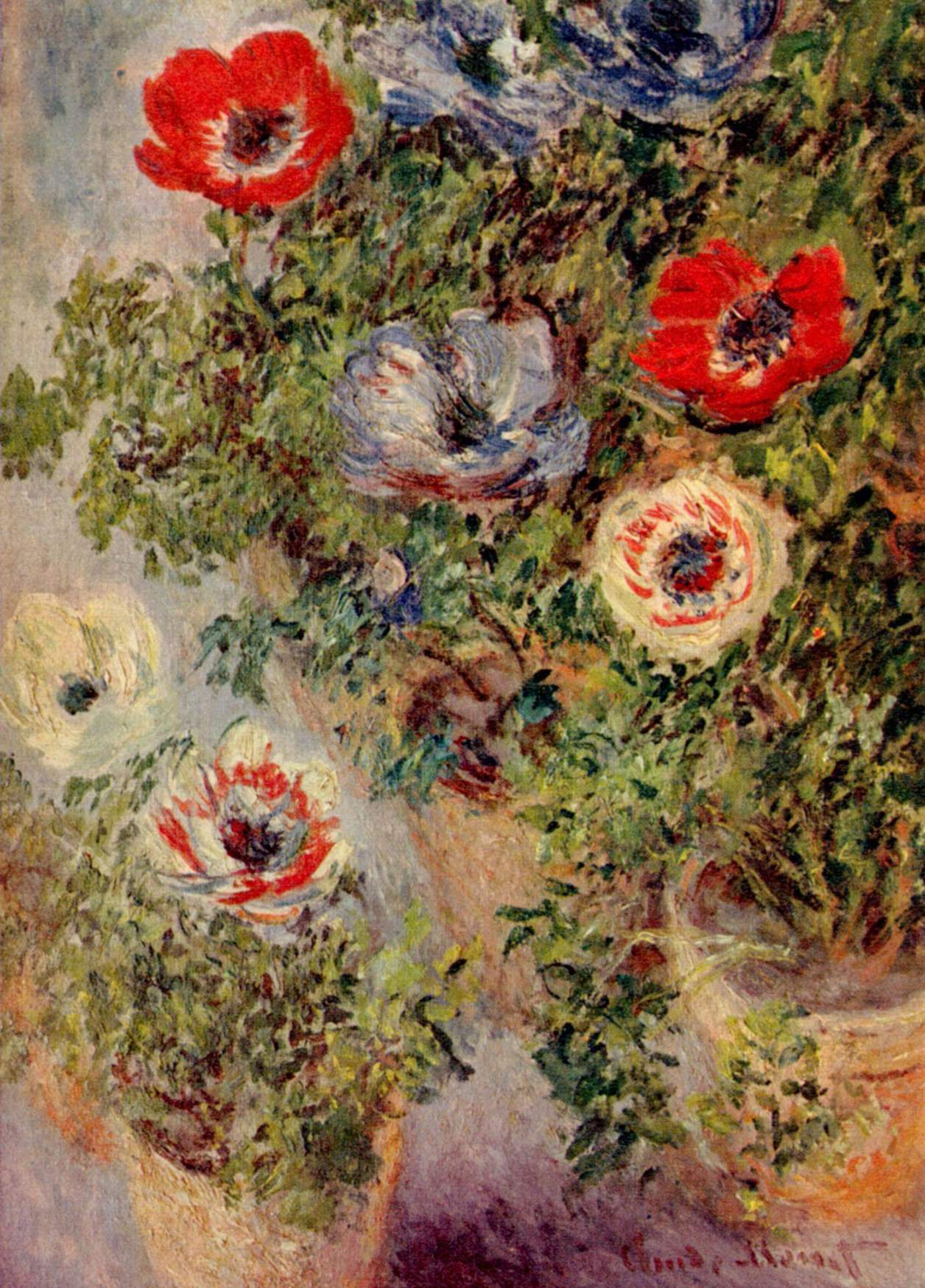
Csendélet szellőrózsákkal, 1885
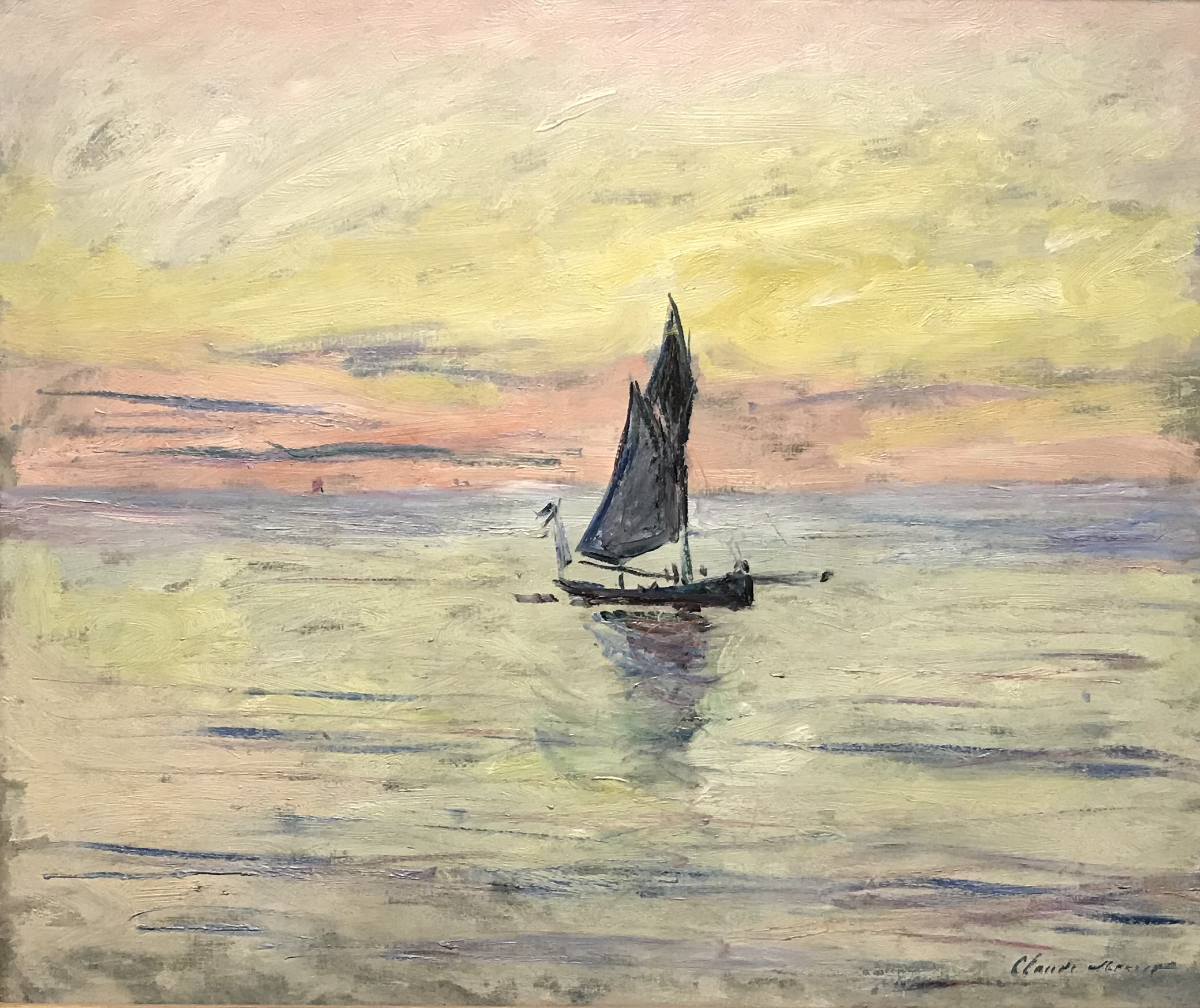
Vitorlás esti fényben, 1885, Musése Marmottan Monet, Párizs
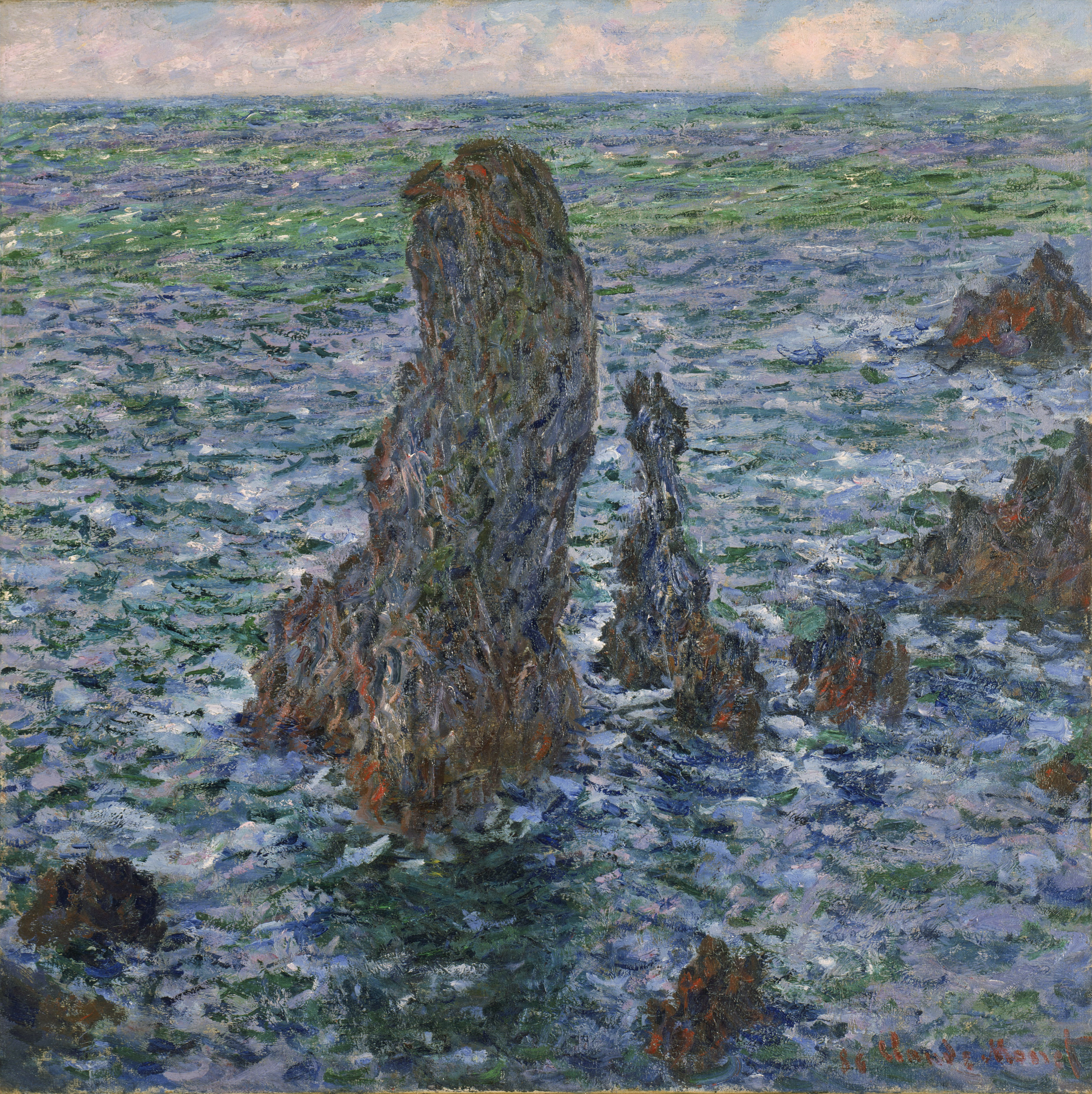
The Port Coton „Pyramids, 1886
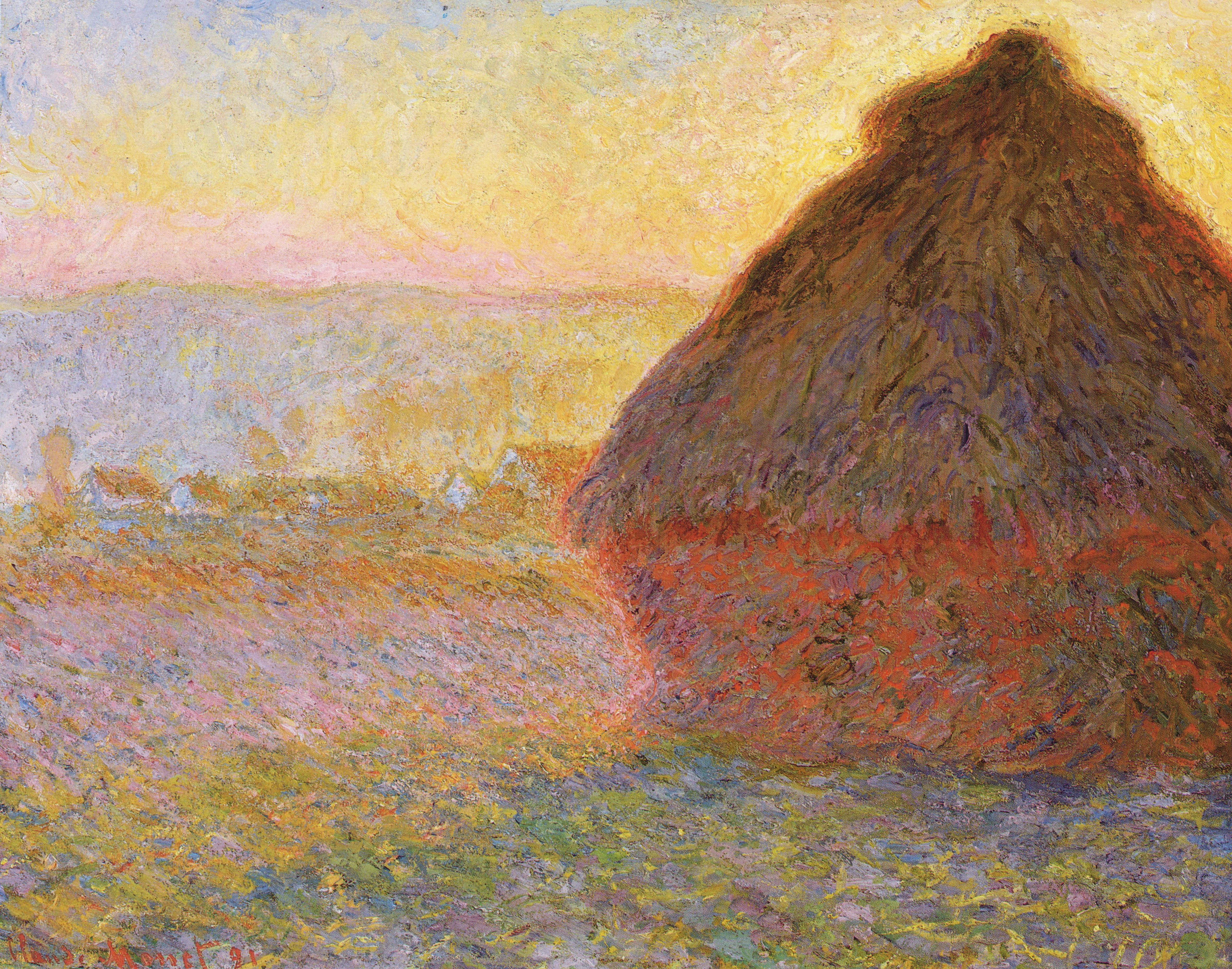
Szénakazal (naplemente), 1890–1891, Museum of Fine Arts, Boston
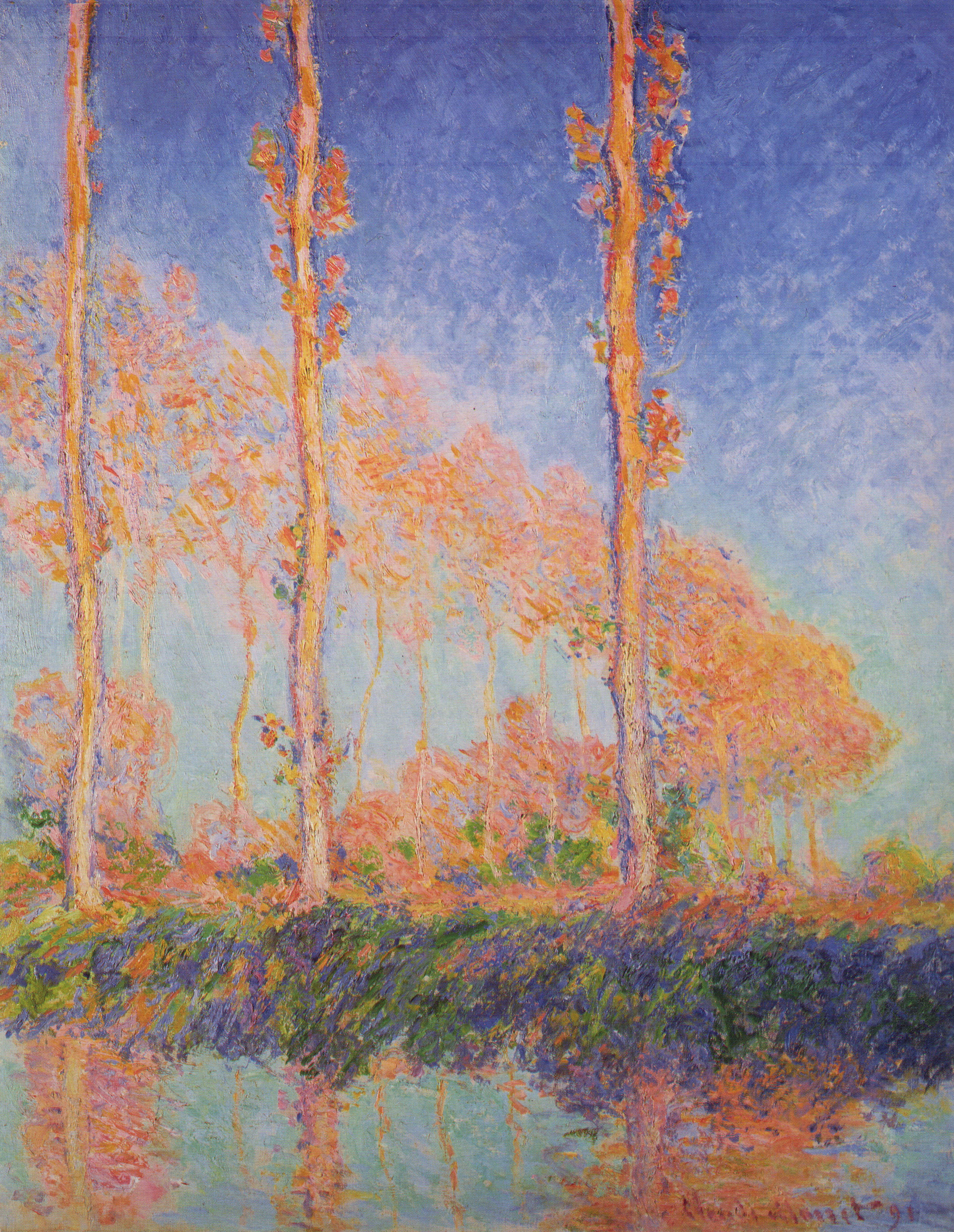
Nyárfák (ősz), 1891, Philadelphia Museum of Art
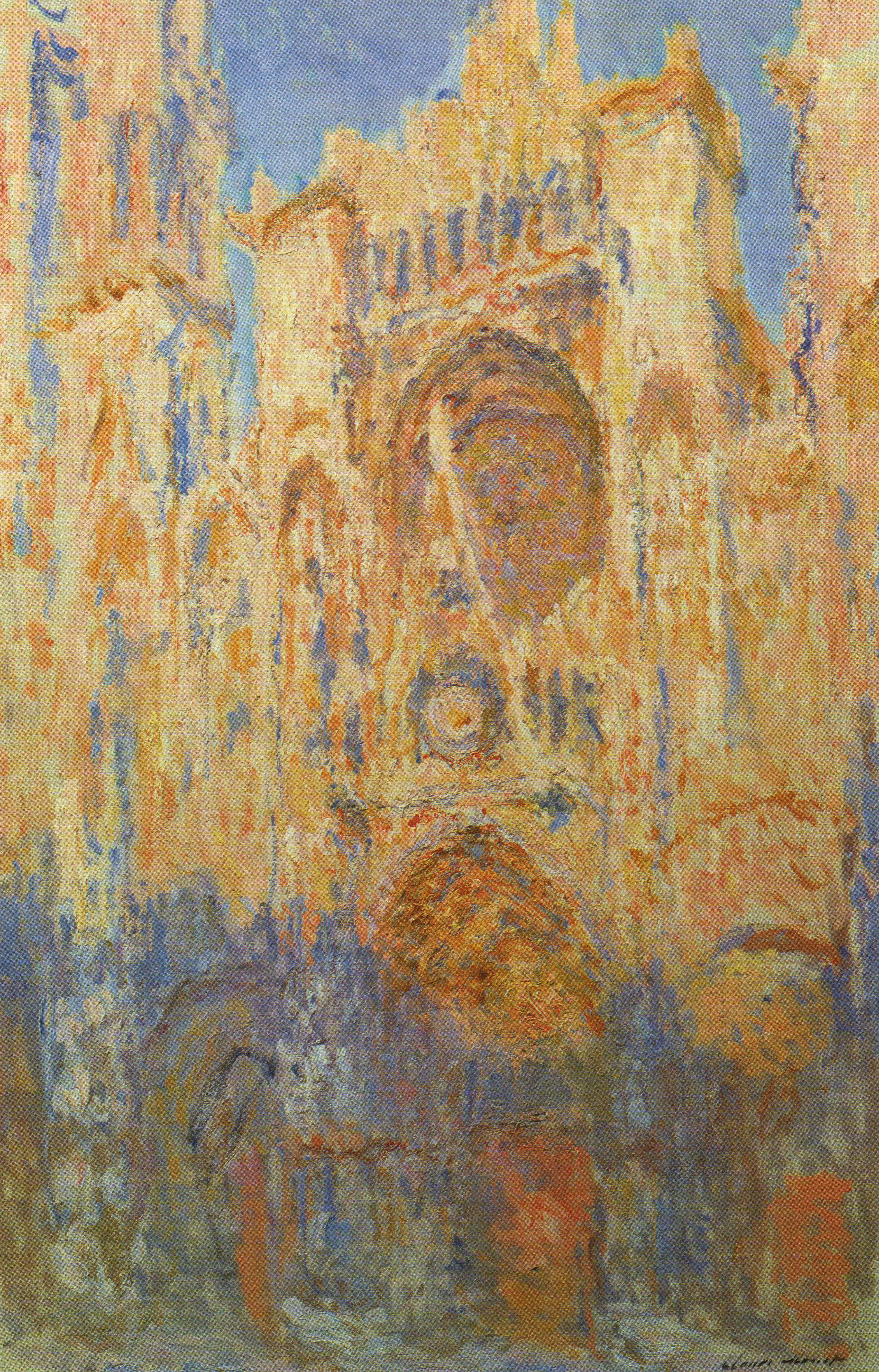
A Roueni katedrális homlokzata naplemente idején, 1892–1894, Musée Marmottan-Monet, Párizs
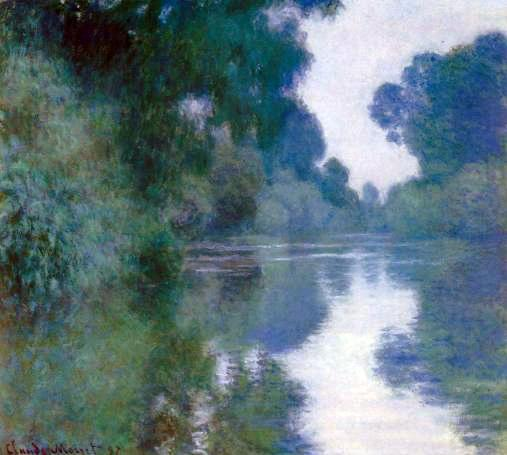
A Szajna elágazása Giverny közelében, 1897
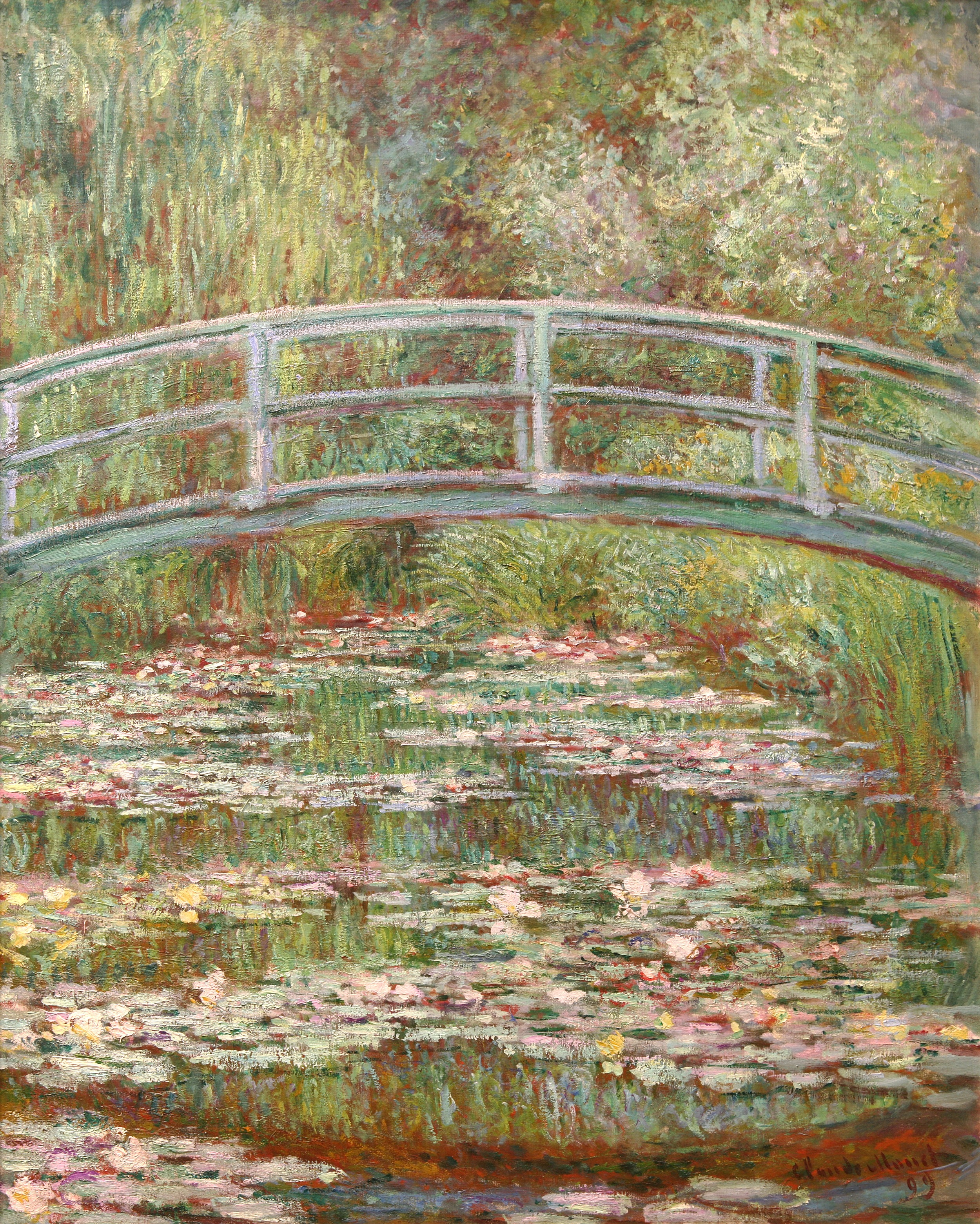
Híd a vízililiomok tava felett, 1899, Metropolitan Művészeti Múzeum, New York
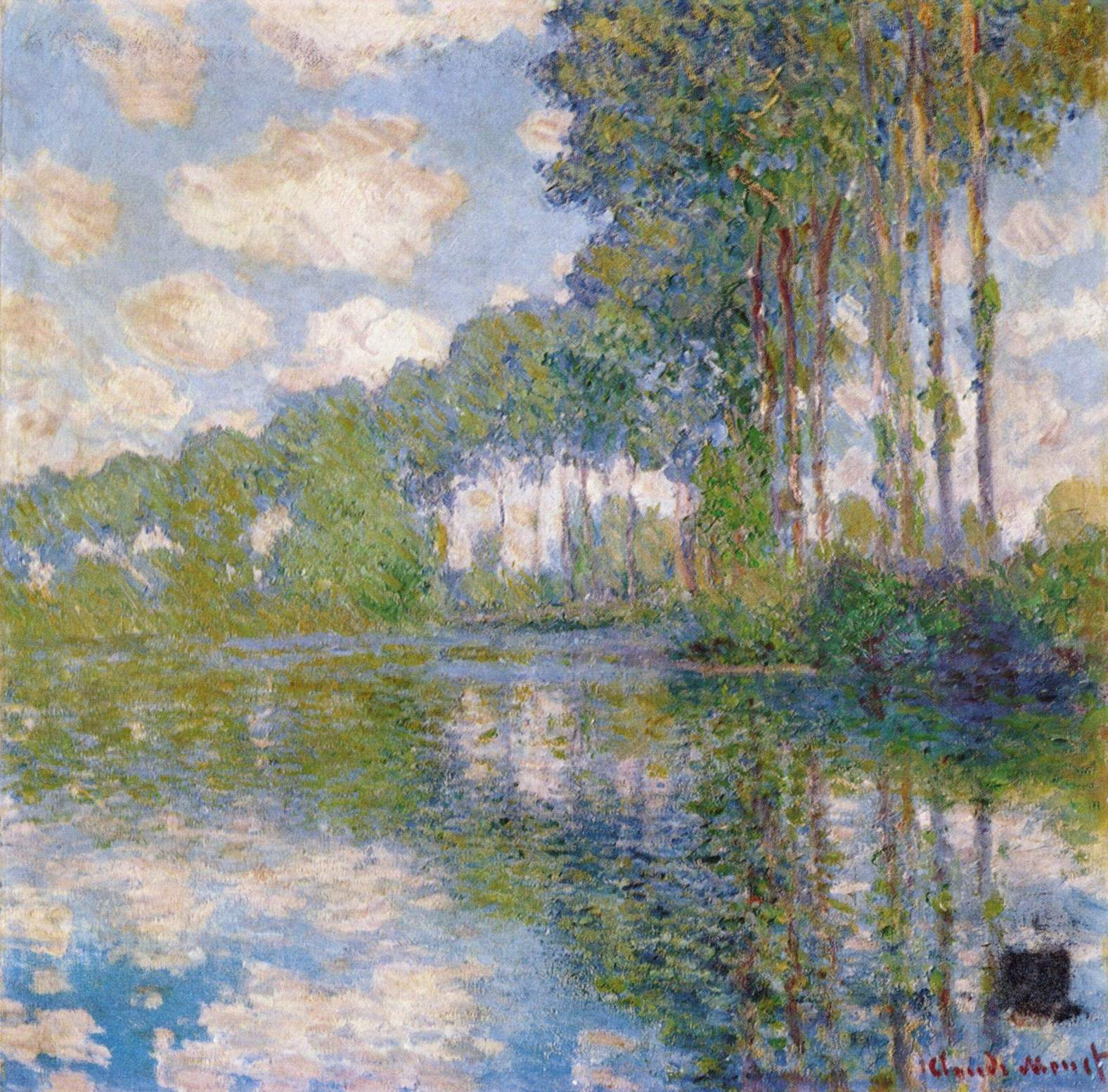
Nyárfák az Epténél, 1900, National Gallery of Scotland, Edinburgh
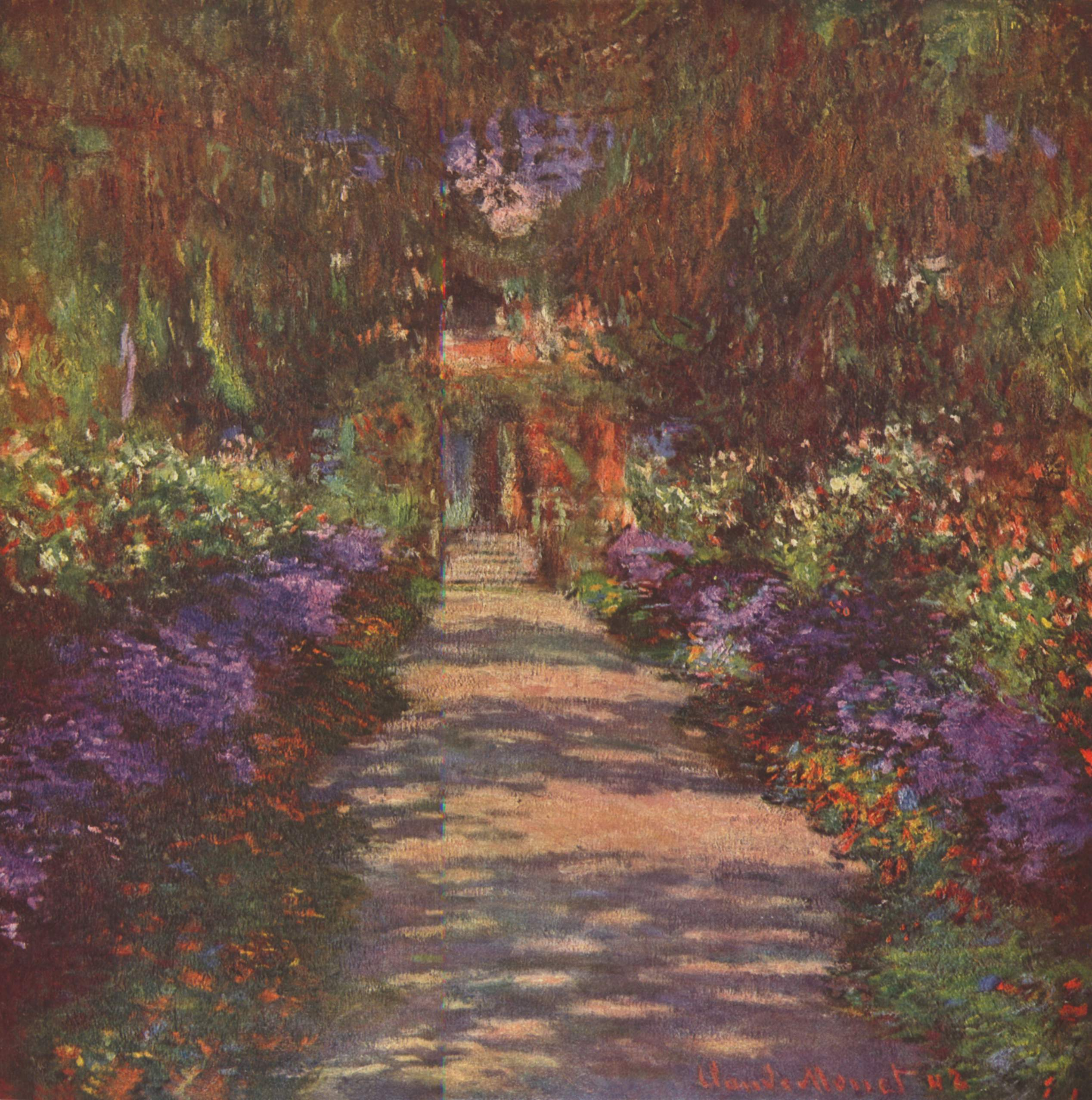
Kerti út, 1902
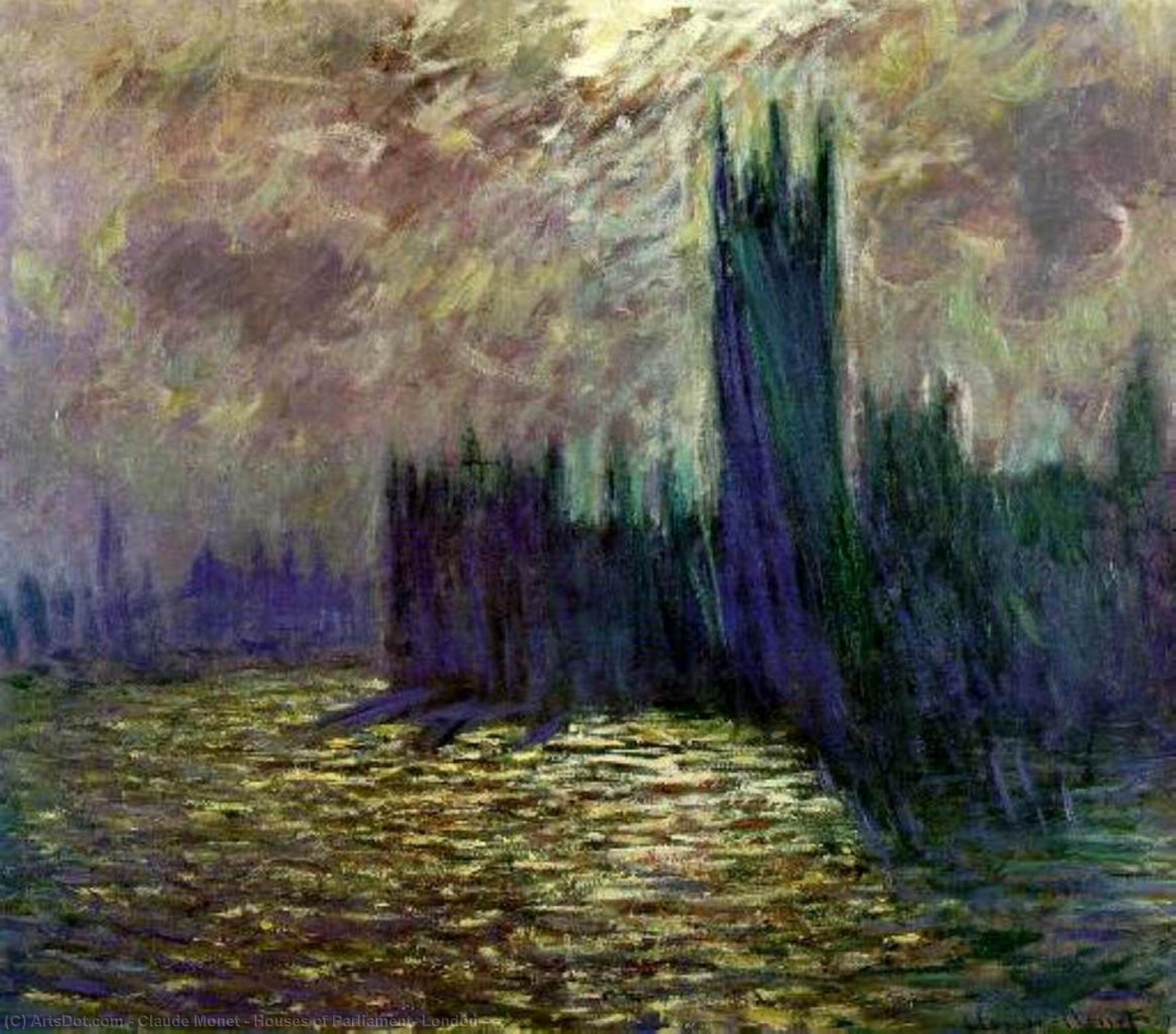
A londoni Parlament, 1904, Musée Marmottan-Monet, Párizs
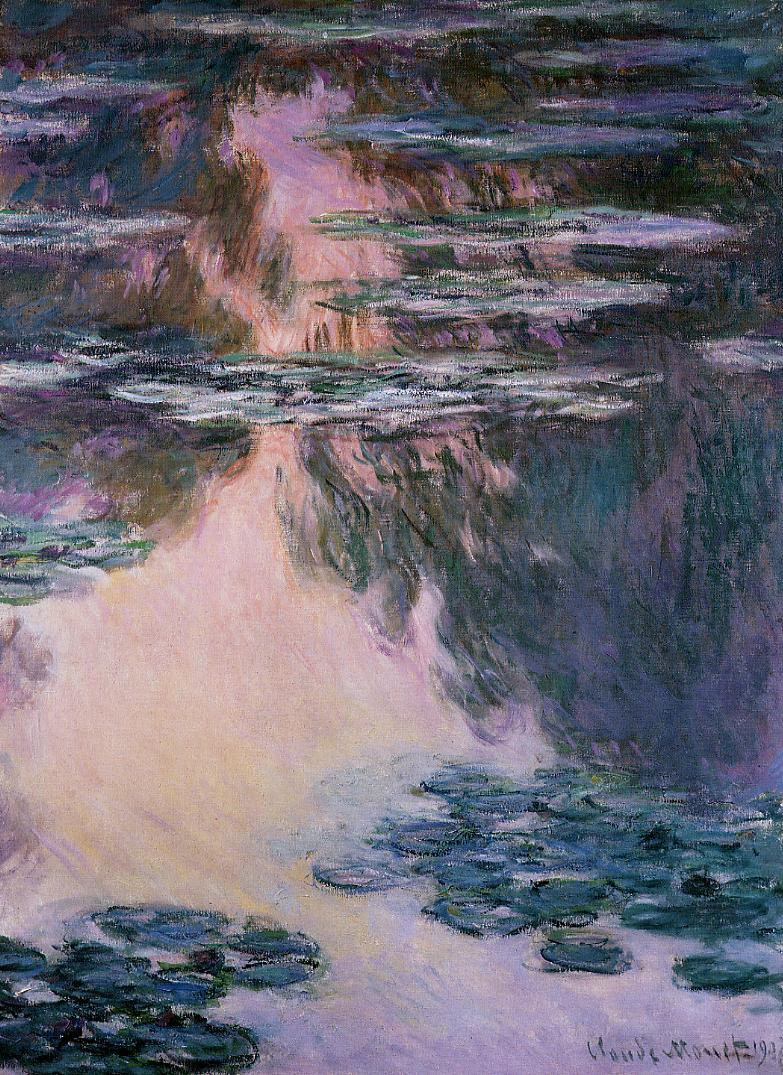
Vízililiomok, 1907, Bridgestone Museum of Art, Tokió
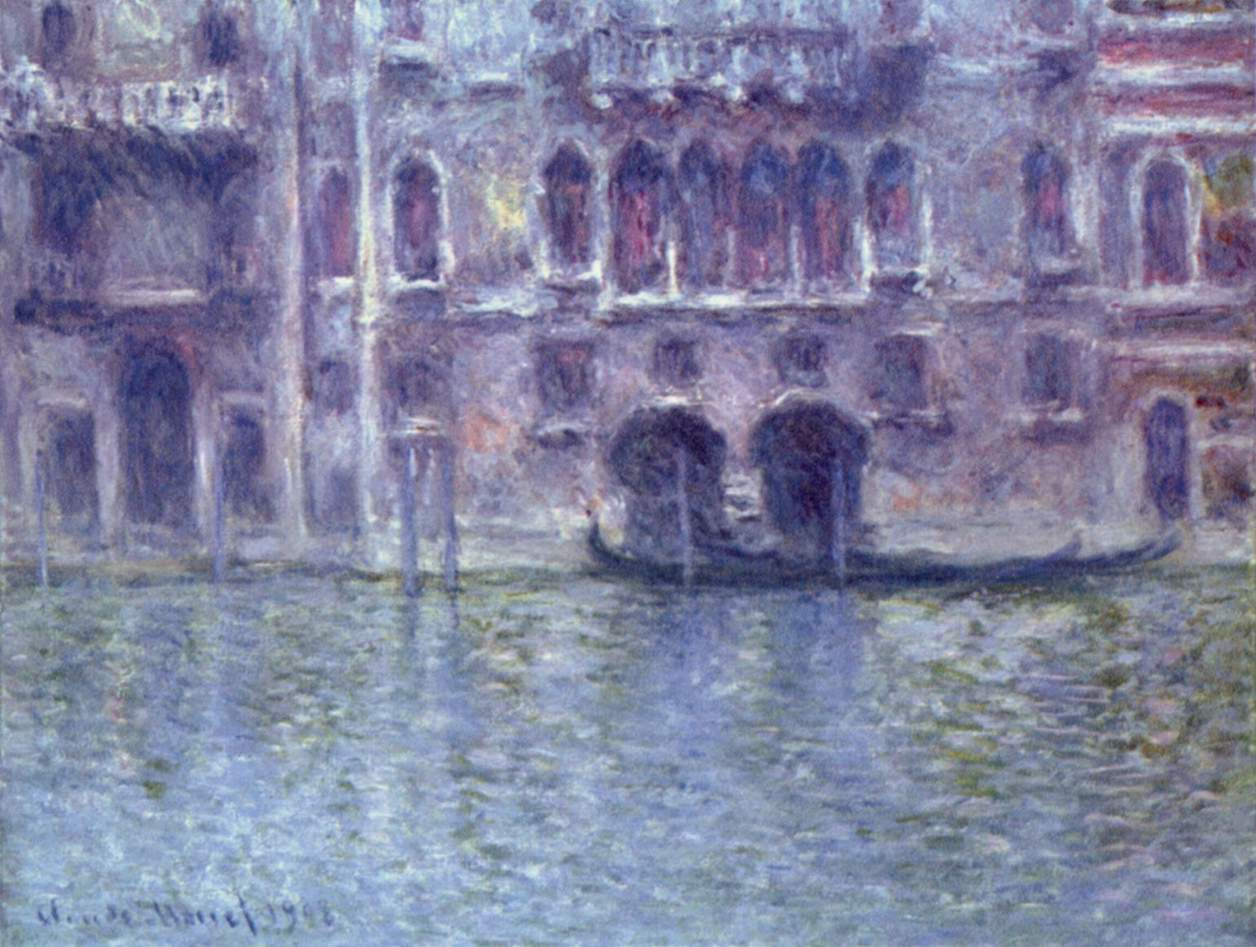
A velencei Mula palota, 1908, National Gallery of Art, Washington
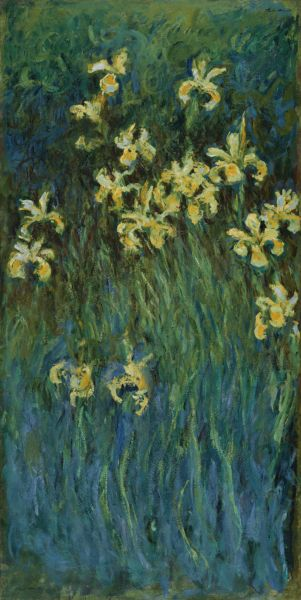
Sárga íriszek, 1914, The National Museum of Western Art, Tokió
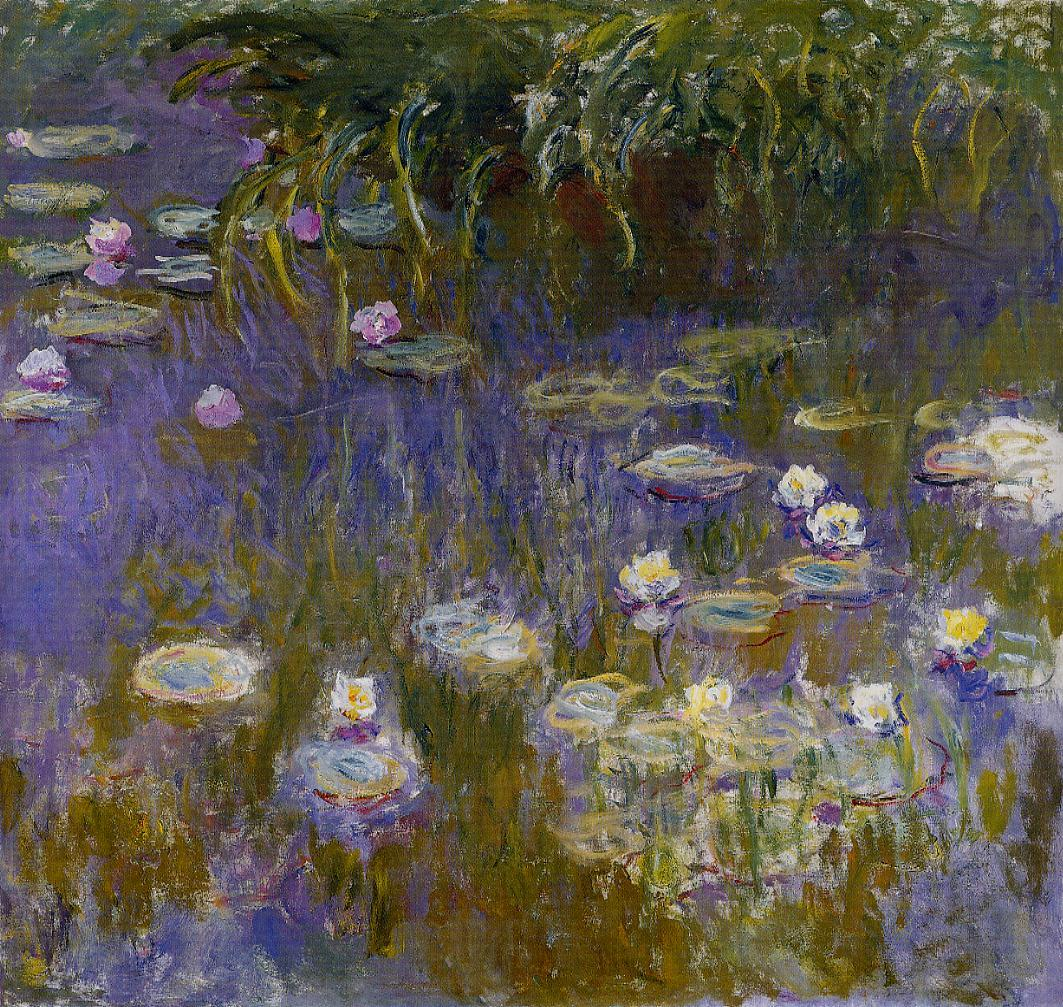
Vízililiomok, 1914–1917, Toledo Museum of Art, Toledo (Ohio)
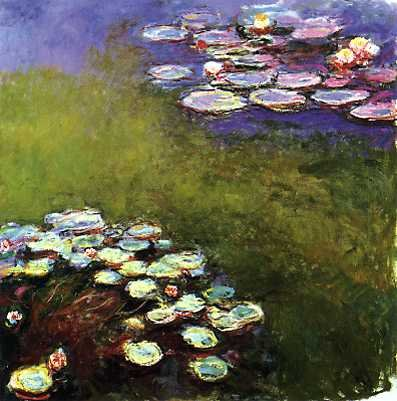
Tavirózsák, 1916, Musée Marmottan-Monet, Párizs
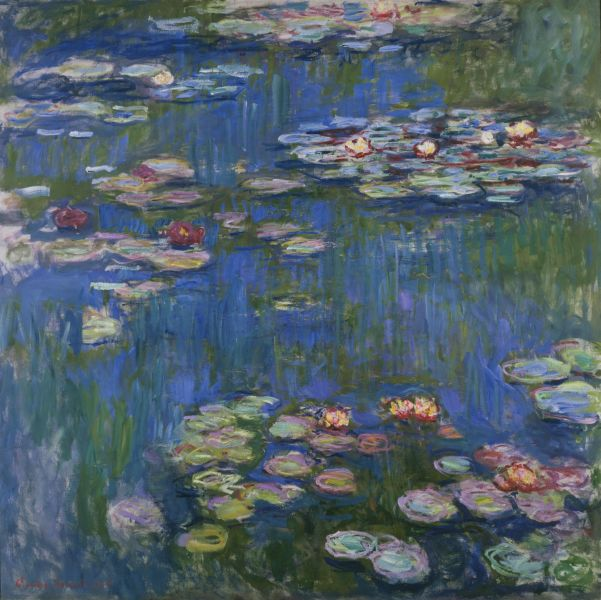
Vízililiomok, 1916, The National Museum of Western Art, Tokió
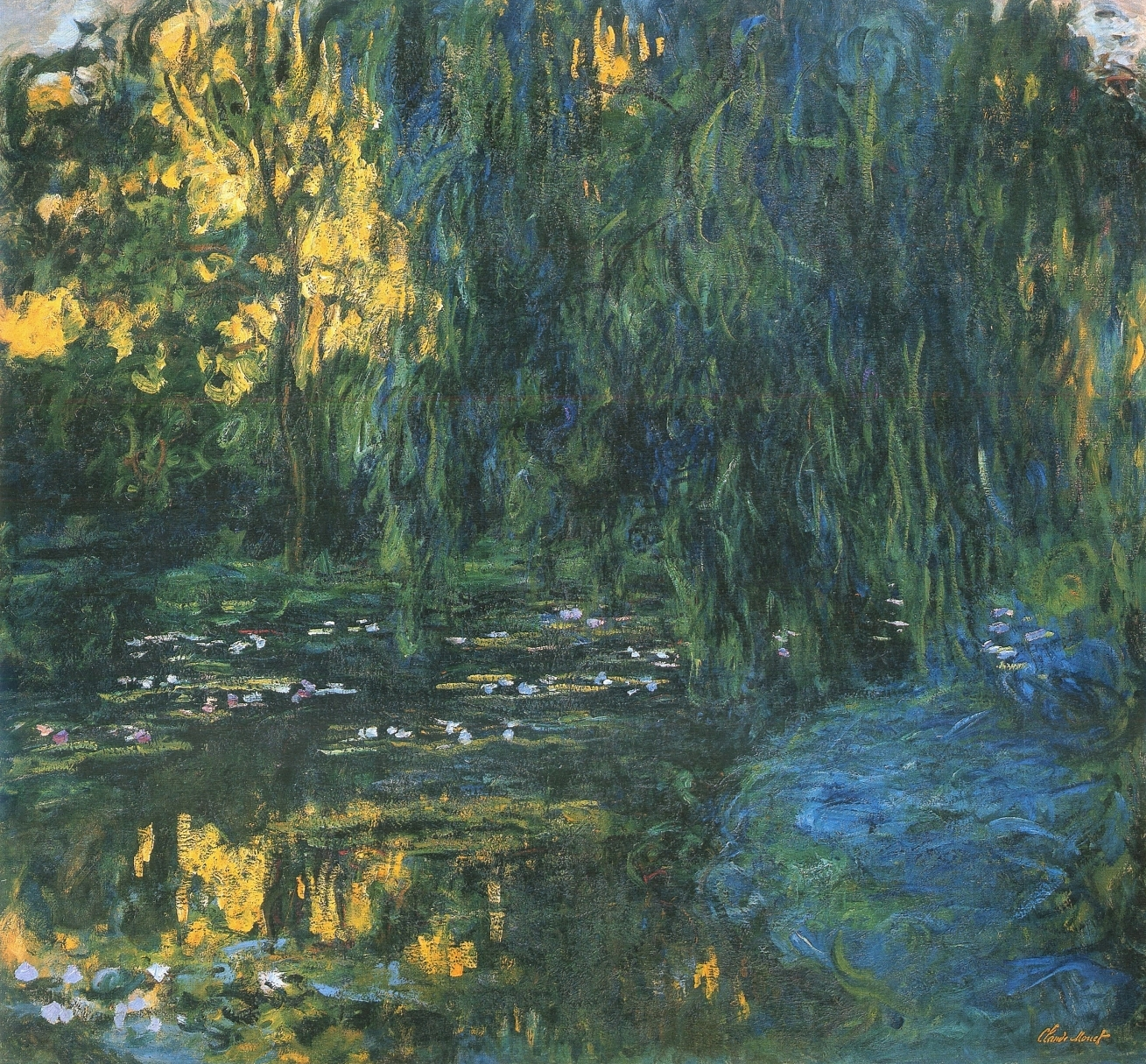
Tavacska vízililiomokkal és szomorúfüzekkel, 1916–1919
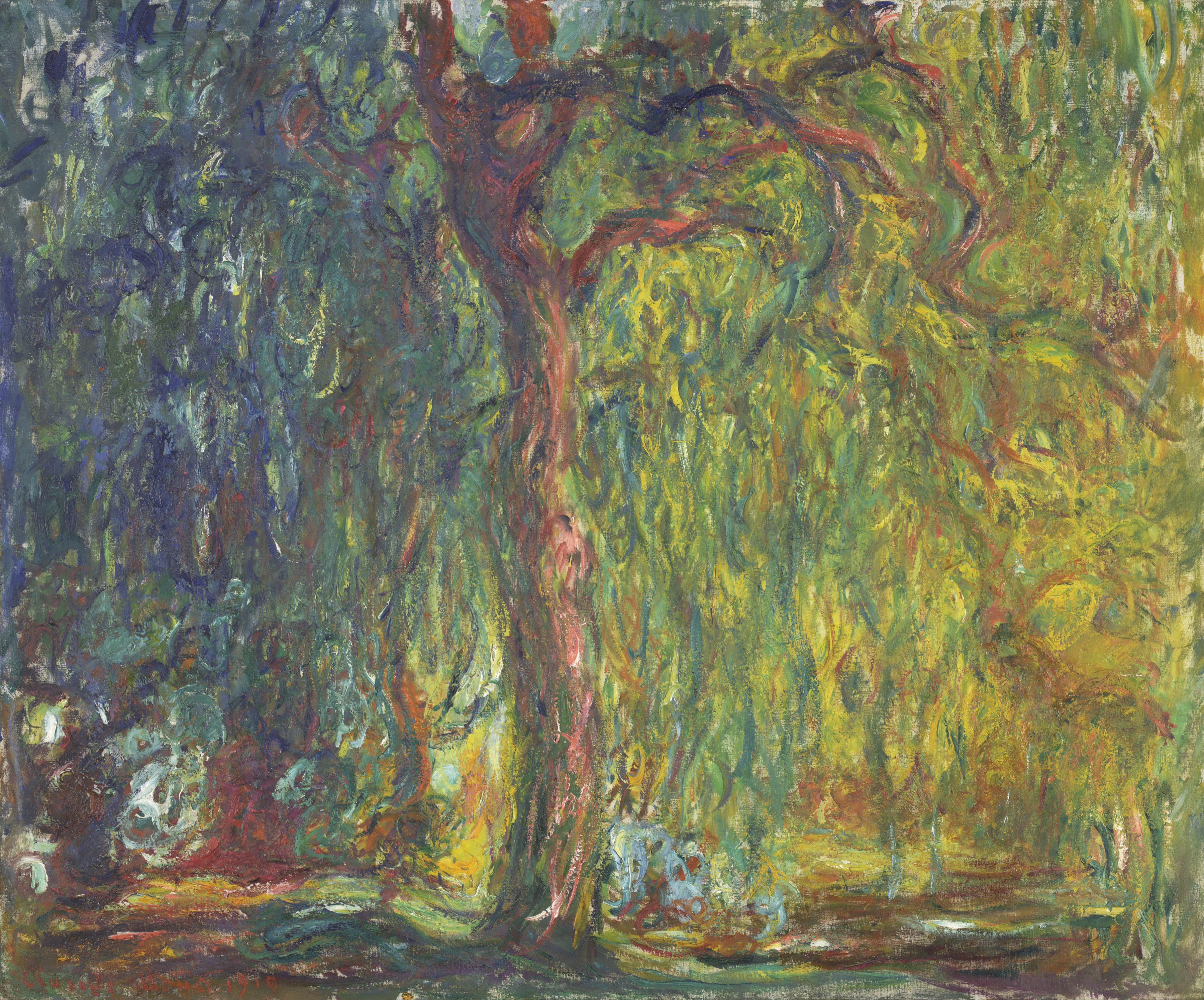
Szomorúfűz 1918–1919, Kimball Art Museum, Fort Worth
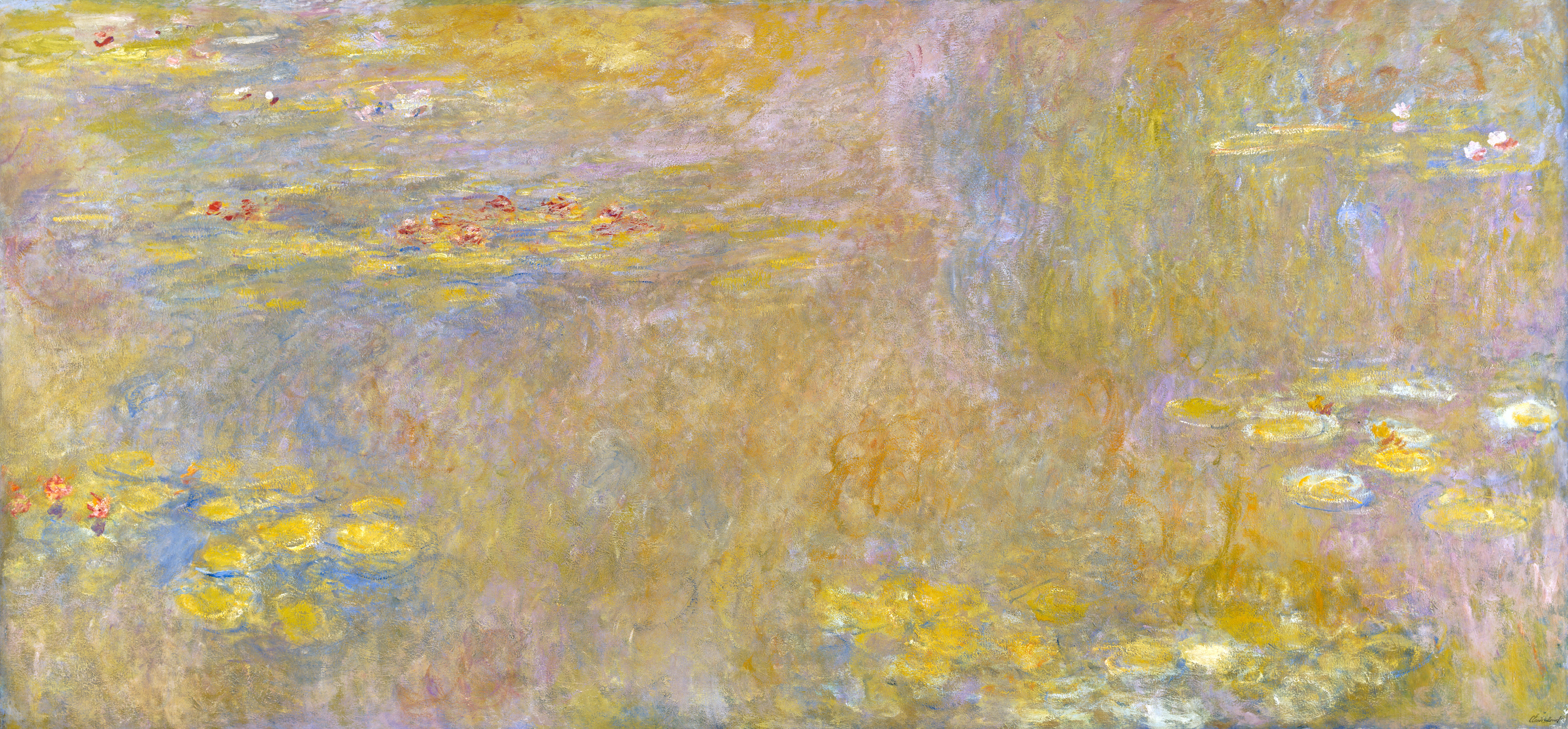
Tavirózsák (Sárga nirvána), 1920, National Gallery (London)